# Títulos do Botafogo de Futebol e Regatas
A lista a seguir contém títulos do Botafogo de Futebol e Regatas, nas diversas modalidades esportivas praticadas pelo clube.

## Futebol

### Títulos oficiais
| HONRARIAS      | HONRARIAS                                                                  | HONRARIAS | HONRARIAS |
|                | Honraria                                                                   | Títulos   | Temporadas |
| -------------- | -------------------------------------------------------------------------- | --------- | --- |
|                | Taça Líder                                                                 | 1         | 1962 |
|                | Fita Azul Internacional                                                    | 1         | 1965 |
|                | Tríplice Coroa                                                             | 1         | 1968 |
|                | 12º Maior Clube do Mundo e 3º Maior Clube do Brasil pelo Século XX da FIFA | 1         | 1901 – 2000 |
|                | 4º Maior Clube da América do Sul pelo Século XX da FIFA                    | 1         | 1901 – 2000 |
|                | 10° Melhor Clube Brasileiro do Século XX                                   | 1         | 1901 – 2000 |
|                | O Melhor Clube da América do Sul e 5° Melhor do Mundo                      | 1         | 2024 |
|                | O Melhor Clube do Brasil                                                   | 1         | 2024 |
| CONTINENTAIS   |                                                                            |           | |
|                | Competição                                                                 | Títulos   | Temporadas |
|                | Copa Libertadores da América                                               | 1         | 2024 |
|                | Copa CONMEBOL                                                              | 1         | 1993 |
| NACIONAIS      |                                                                            |           | |
|                | Competição                                                                 | Títulos   | Temporadas |
|                | Campeonato Brasileiro                                                      | 3         | 1968, 1995 e 2024 |
|                | Campeonato Brasileiro - Série B                                            | 2         | 2015 e 2021 |
| INTERESTADUAIS |                                                                            |           | |
|                | Competição                                                                 | Títulos   | Temporadas |
|                | Torneio Rio-São Paulo                                                      | 4         | 1962, 1964, 1966 e 1998 |
| ESTADUAIS      |                                                                            |           | |
|                | Competição                                                                 | Títulos   | Temporadas |
|                | Campeonato Carioca                                                         | 21        | 1907, 1910, 1912, 1930, 1932, 1933, 1934, 1935, 1948, 1957, 1961, 1962, 1967, 1968, 1989, 1990, 1997, 2006, 2010, 2013 e 2018 |
|                | Torneio Início                                                             | 8         | 1934, 1938, 1947, 1961, 1962, 1963, 1967 e 1977                                                                               |
|                | Torneio Municipal                                                          | 1         | 1951 |
|                | Torneio Extra                                                              | 1         | 1958 |
|                | Taça Guanabara Independente                                                | 2         | 1967, 1968 |
| MUNICIPAIS     |                                                                            |           | |
|                | Competição                                                                 | Títulos   | Temporadas |
|                | Taça Cidade Maravilhosa                                                    | 1         | 1996 |
| TOTAL          |                                                                            |           | |
|                | Conquistas                                                                 | Títulos   | Categorias |
|                | Títulos Oficiais                                                           | 45        | 2 Continentais, 5 Nacionais, 4 Interestaduais, 33 Estaduais e 1 Municipal                                                     |

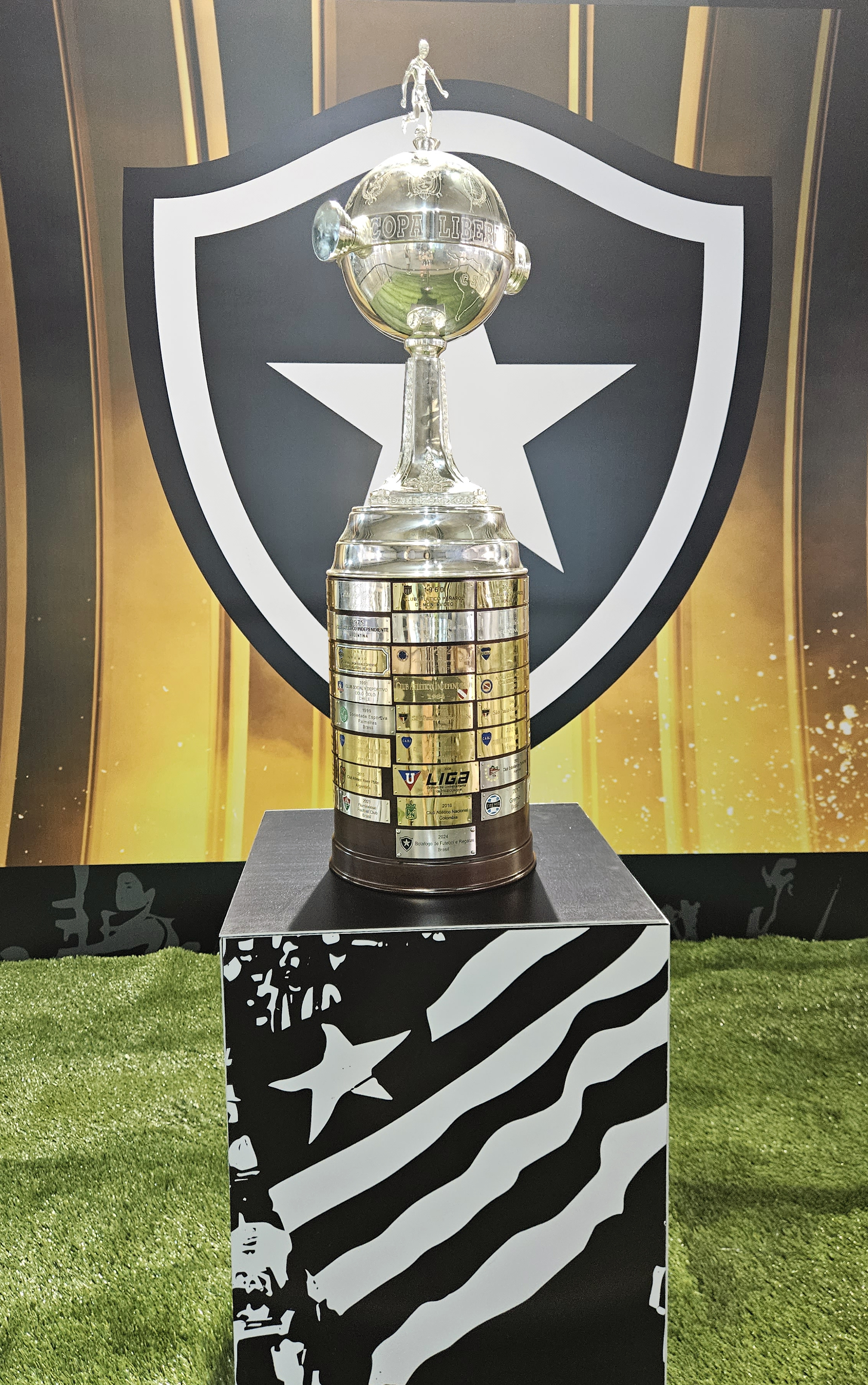
Troféu da Copa Libertadores da América de 2024

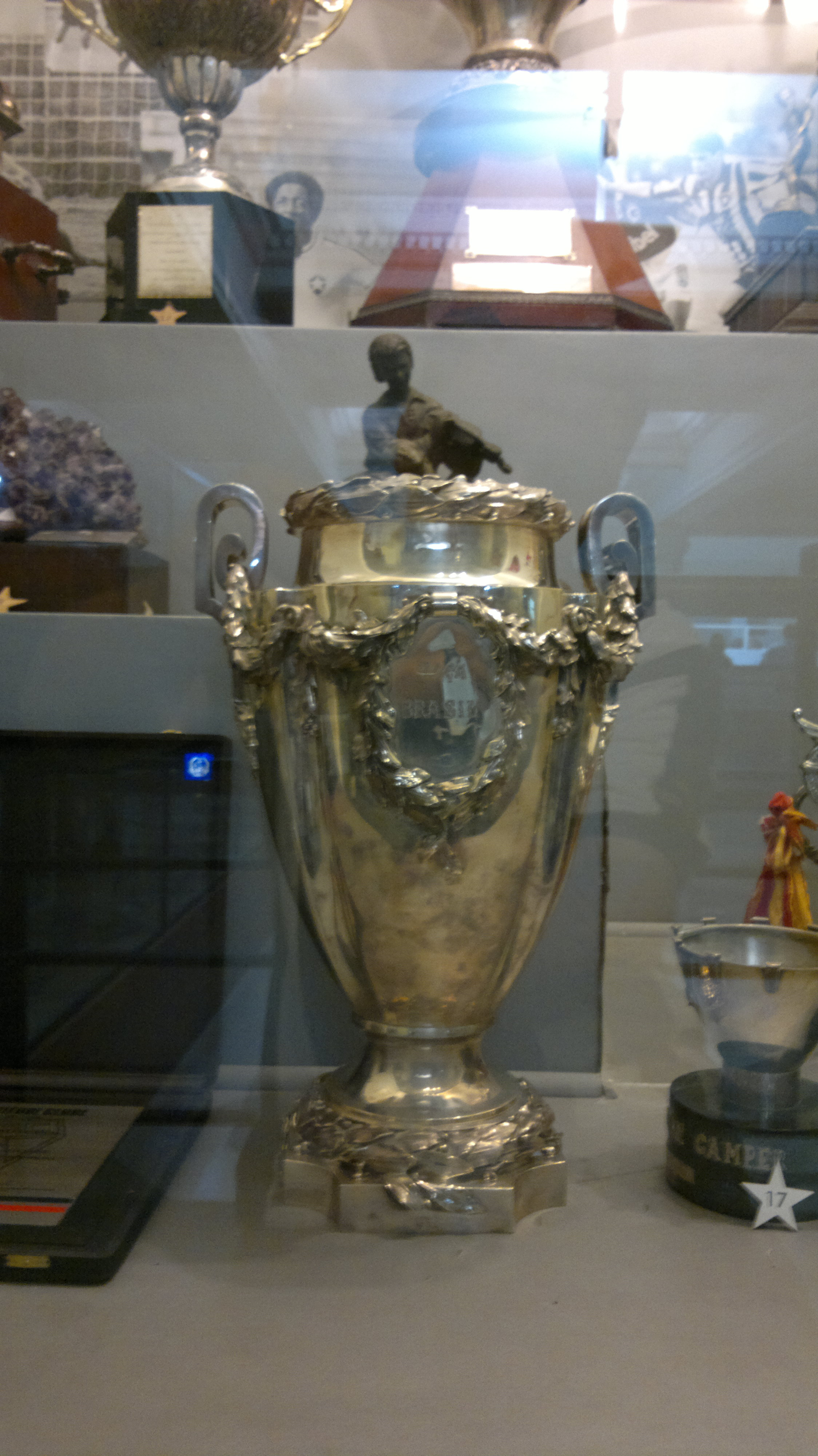
Troféu do Campeonato Brasileiro de 1968

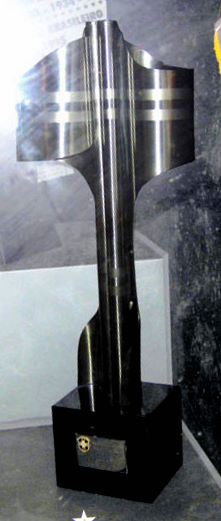
Troféu do Campeonato Brasileiro de 1995

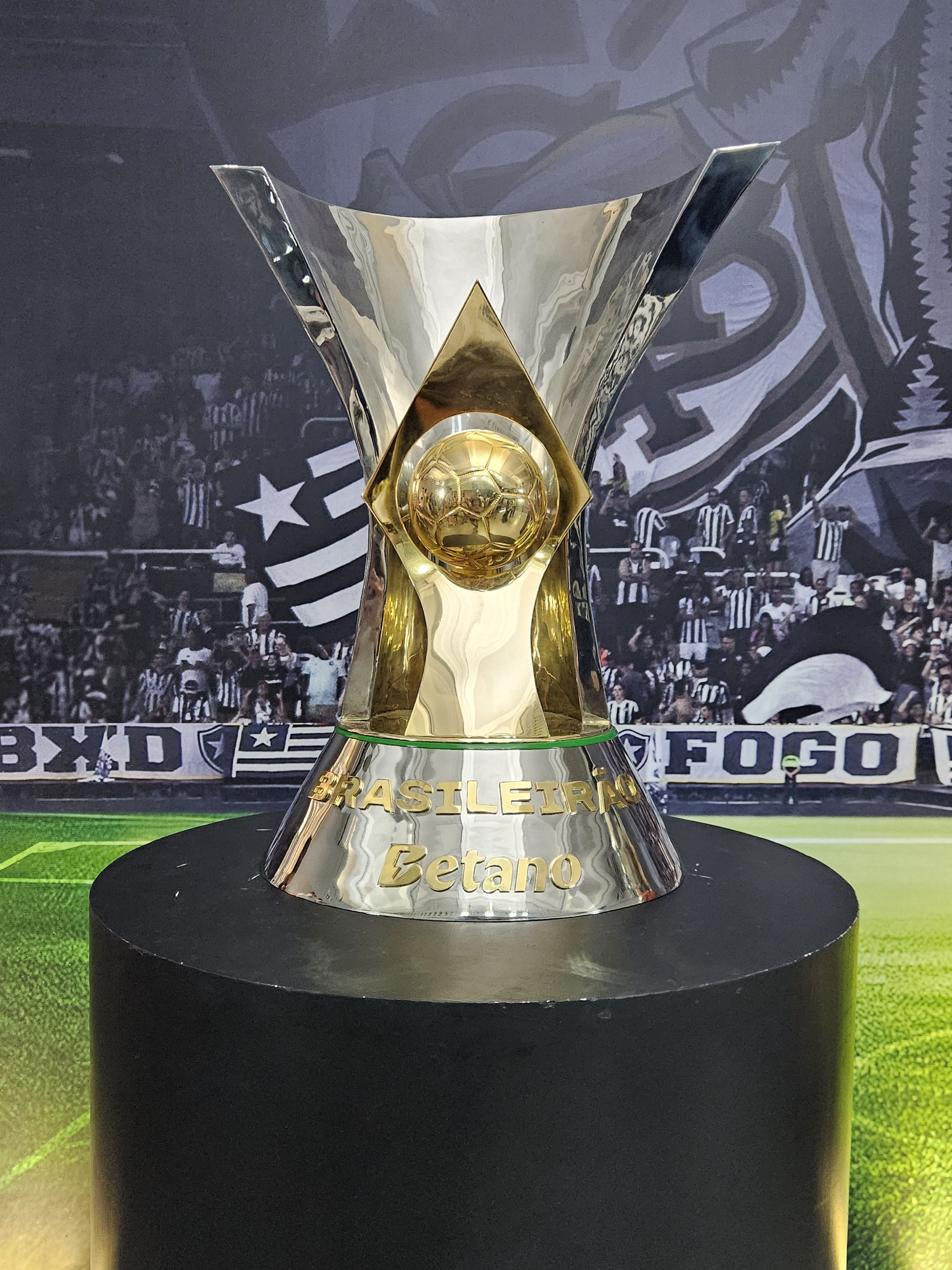
Troféu do Campeonato Brasileiro de 2024

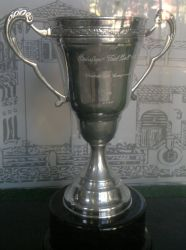
Troféu do Campeonato Carioca de 1907

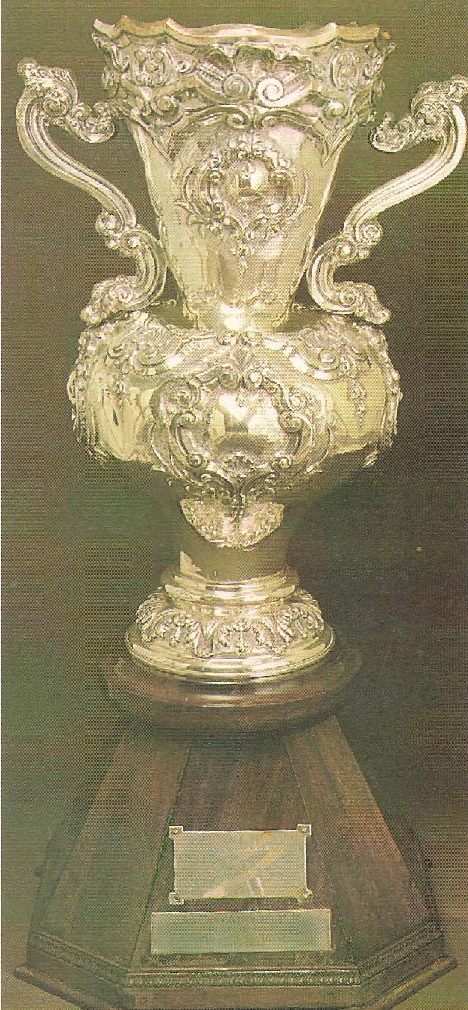
Taça Líder de 1962

(1) O Rio de Janeiro, na época, possuía status de Distrito Federal, equivalente ao de estado.
Legenda:

 Campeão invicto
 Campeão (vencendo os dois turnos)
 Campeão direto (vencendo os dois turnos)
 Torneio independente do Campeonato Carioca

### Títulos não oficiais

#### Torneios, Taças e Troféus Internacionais

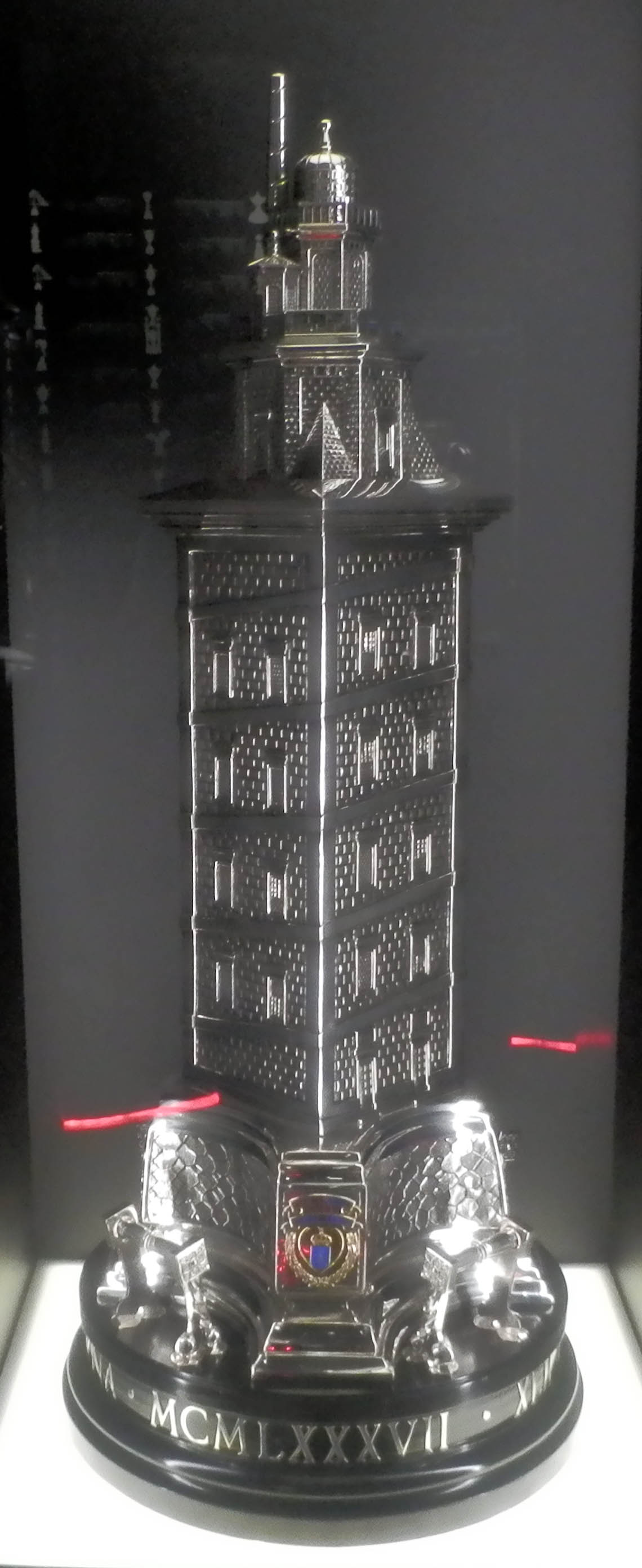
O Botafogo ganhou o Troféu Teresa Herrera em 1996.

- Taça Liga Esperantista: 1917[13]
- Taça Commandante Armando Burlamaqui: 1919[14]
- Copa Burgos: 1941[15]
- Taça Luis Martin Rivas: 1948[16]
- Taça Cidade de La Paz: 1948[17]
- Troféu de Prata Arsenal Football Club: 1949[18]
- Troféu Embaixador do Brasil: 1952[19]
- Troféu Brasil-Colômbia: 1954*[20]
- Taça Alcaide Rafael Leon: 1954[21]
- Copa Caritas de Futebol: 1955[22]
- Taça Cidade de Córdoba: 1956[23]
- Troféu Racing Club: 1956[24]
- Copa Hoteles Astoria: 1958[25]
- Copa Embaixador do Brasil: 1958[26]
- Torneio Internacional da Colômbia: 1960*
- Troféu Embaixador do Brasil: 1961[27]
- Torneio Triangular da Costa Rica: 1961*[28]
- Torneio Internacional da Cidade do México: 1962 e 1968
- Torneio de Paris: 1963*
- Torneio Jubileu de Ouro da Associação de Futebol de La Paz: 1964*
- Torneio Quadrangular do Suriname: 1964*
- Taça Apintie: 1964[29]
- Torneio Ibero-Americano: 1964[30][31]
- Copa Carranza de Buenos Aires: 1966*
- Taça Círculo de Periódicos Esportivos: 1966
- Taça Cidade de Lima: 1967[32]
- Troféu Triangular de Caracas: 1967*, 1968 e 1970;[33]
- Taça Dr. Júlio Bustamante: 1968[34]
- Troféu Alcaide Dr. José M. Rodriguez Arnaiz: 1970[35]
- Troféu Adhemar Bebiano: 1979[36]
- Torneio de Genebra: 1984[37]
- Torneio de Berna: 1985*[38]
- Torneio Pentagonal da Costa Rica: 1986*
- Troféu Cidade de Palma de Mallorca: 1988*
- Torneio da Amizade de Vera Cruz: 1990*[39]
- Supercopa Xerox: 1991[40]
- Torneio Internacional Triangular Eduardo Paes: 1994*
- III Torneio Presidente da Rússia: 1996*
- Copa Nippon Ham: 1996
- Taça Tereza Herrera: 1996*
- Copa Peregrino: 2008*

* Invicto.

#### Torneios, Taças e Troféus Nacionais, Estaduais e Interestaduais
- Troféu Bronze Elihu Root: 1906
- Troféu Interestadual: 1910
- Taça Colombo (transitória):  1910
- Taça Municipal (transitória): 1910
- Taça Prefeitura: 1910
- Copa Oscar Machado: 1914
- Taça Patrono de Menores de S.J.B da Lagoa: 1916
- Taça Gargeol: 1916 e 1918
- Taça Ypiranga: 1917
- Troféu Federação Brasileira de Remo: 1917
- Taça Pedro Annes:  1918
- Taça Curato Santa Theresa: 1919
- Troféu Bronze Sport Club do Recife:  1919 e 1928
- Taça Bronze Cidade de Recife:  1919
- Taça Liga Baiana:  1919
- Taça Centro Mineiro:  1919
- Taça Inauguração do Estádio: 1919
- Taça Alfredo Eubanck:  1920
- Troféu Bronze Nagib David:  1923
- Taça D. Cinira de Oliveira:  1924
- Taça Miguel de Pino Machado:  1925
- Taça Marechal Cantuária:  1926
- Troféu Futebolistas:  1926
- Troféu Companhia Lorenzi:  1926
- Troféu Companhia Castellões e Zanotta:  1926
- Taça Antônio Máximo Nogueira Penido:  1926
- Bronze Dr. Geraldo Rocha:  1927
- Taça Dr. Guilherme Paiva:  1927
- Taça Minerva:  1927
- Taça Dr. Paulo Azeredo:  1927
- Taça A Imperial:  1927
- Taça Dr. Crespo Castro:  1927
- Taça Dr. Flávio Ramos:  1927
- Taça Dr. Dionysio Bentes:  1927
- Taça Dr. Renato Pacheco:  1927
- Taça Chefe de Polícia Dr. Eurico de Souza Leão:  1927
- Taça Prefeito Municipal Dr. Joaquim Pessoa Guerra:  1927
- Taça Estádio Parque Antarctica:  1929
- Taça Presidente Antônio Carlos:  1930
- Taça Bancada Paranaense:  1930
- Taça dos Campeões Rio-São Paulo:  1930 e 1961*
- Taça Novo Mundo: 1931
- Taça Cidade de Campos: 1931
- Bronze Grêmio Foot-Ball Porto Alegrense:  1931
- Bronze Sport Club Rio Grande:  1931
- Bronze Esporte Clube Pelotas :  1931
- Taça Almirante Protógenes:  1933
- Taça AMEA:  1934
- Taça Volantes Portugueses:  1935
- Taça Juracy Magalhães: 1935;[41]
- Taça Mário Pinto Guimarães:  1938
- Taça Prefeito Dr. Durval Neves da Rocha: 1942
- Troféu Intimorato: 1942
- Troféu São Paulo FC: 1942
- Troféu “Oscar” Jornal dos Sports: 1948
- Taça Companhia Siderúrgica Nacional: 1951
- Taça Martim Mércio da Silveira: 1951
- Torneio Triangular de Porto Alegre: 1951*
- Taça Governador Irineu Bornhausen:  1952
- Taça Popularidade: 1952
- Torneio Quadrangular do Rio de Janeiro: 1954*
- Taça Disciplina: 1955, 1975 e 1982
- Troféu Dr. Paulo Antônio Azeredo:  1956
- Troféu Família Botafoguense: 1957 e 1958
- Troféu Cidade de Saquarema: 1958
- Taça Vicente Feola: 1958
- Taça Capitão Válter Paiva:  1961
- Taça Jornal dos Sports (transitória):  1962
- Torneio Quadrangular de Belo Horizonte: 1964*
- Troféu Inauguração do Mineirão: 1965[42]
- Torneio Quadrangular de Teresina: 1966
- Troféu Marechal Artur da Costa e Silva:  1967
- Troféu Rádio Globo 23 Anos:  1967
- Taça Organizações Globo:  1967
- Troféu 38 Anos do Diário de Notícias:  1968
- Taça Bi-Bi (Taça GB e Estadual):  1968
- Taça Petrobol: 1968
- Troféu Probidade: 1971
- Troféu Embaixador Negrão de Lima: 1971
- Taça CETRAN-GB:  1971
- Taça Trinta e Um de Março:  1971
- Taça Chagas Freitas:  1971
- Taça Independência do Brasil: 1971
- Taça DETRAN-GB:  1973
- General Ernesto Geisel: 1973
- Torneio Independência do Brasil: 1974*
- Troféu Mauro Cid Nunes:  1975
- Troféu Equipe TV Rio:  1976
- Taça Cinquentenário da Rádio Sociedade de Juiz de Fora: 1976
- Troféu Professor Alberto Peres: 1976
- Torneio Ministro Ney Braga: 1976[43]
- Troféu José Carlos Pace:  1977
- Troféu Prefeito Francisco Antônio de Mello Reis: 1979
- Troféu Mané Garrincha: 1982
- Troféu Zeferino Xisto Toniato: 1982
- Troféu Mané Garrincha - Alegria do Povo: 1983
- Torneio 23.° Aniversário de Brasília: 1983*
- Troféu Tadeu Gilbert: 1985
- Troféu Governador de Rondônia: 1985
- Troféu Governador José Aparecido: 1986
- Taça Nilton dos Santos: 1989
- Taça Fundação Rio Esportes: 1989
- Troféu Cidade Nova Friburgo: 1989
- Troféu Gérson de Oliveira Nunes: 1990
- Troféu Radialista Waldir Amaral: 1990
- Taça Rádio Nova Friburgo: 1990
- Troféu 61 Anos do Jornal dos Sports: 1992
- Taça Empresa Brasileira de Correios e Telégrafos:  1994
- Taça FFERJ:  1996*
- Copa Rio-Brasília: 1996*
- Troféu LBV/Taça GB: 1997
- Taça Carioca Sport: 1997
- Troféu LBV/Estadual: 1997
- Futebol Brasil Associados: 2003
- Troféu Rotary Club Internacional: 2006
- Troféu Meia Hora/FM O Dia: 2006
- Troféu Rádio Tropical/Taça GB: 2006
- Troféu Rádio Tropical/Estadual: 2006
- Troféu João Havelange: 2007
- Troféu Tupi 75 Anos: 2010
- Taça Nova Rádio Clube:  2010
- Taça Radio Nacional 75 Anos:  2011
- 40 Anos do Almeidão:  2015
- Troféu Movimento Por Um Futebol Melhor:  2015
- Troféu Osmar Santos: 2023 e 2024[44]
- Troféu João Saldanha: 2024

* Invicto

### Honoríficos
- Campeão de Terra e Mar[45]: 1962, 2013, 2018
- Campeão de Terra, Mar e Ar (COI)[46][47][48]: 1962
- Medalha Tiradentes[49]: 2022

### Outros troféus conquistados
- 29 de julho de 1952 - 0 x 0 Real Madrid (ESP). Troféu do 2° lugar na Pequena Taça do Mundo (Caracas).
- 11 de fevereiro de 1953 - 2 x 2 Colo-Colo (CHI). Troféu do 2° lugar na Copa Montevidéu (Montevidéu).
- 18 de julho de 1957 - 2 x 2 Barcelona (ESP). Troféu Instituto Nacional de Desportos, 2° lugar (Caracas).
- 13 de janeiro de 1962 – 3 x 2 Colo Colo (CHI). Troféu Alonso Hijos - 2° lugar (Quadrangular de Santiago).
- 15 de junho de 1963 – 0 (4) x 0 (1) Vojvodina (IUG). Taça Firenze - 3° lugar (Torneio de Florença).
- 27 de agosto de 1972 – 4 x 2 Bayern München (ALE). Troféu Ramón de Carranza (pequena réplica), 3° lugar (Cádiz).
- 7 de junho de 1983 – 0 x 0 Newcastle (ENG). Copa Kirin de Tóquio, 2º lugar (Japão).
- 18 de agosto de 1985 – 2 (4) x 2 (2) Huelva (ESP). Troféu Colombino pelo 3º lugar (Huelva).
- 24 de agosto de 1986 - 1 x 0 Sporting (POR). Troféu Ramón de Carranza (pequena réplica), 3° lugar (Cádiz).
- 24 de julho de 1999 – 0 (4) x 0 (3) Werder Bremen (ALE). Taça do 3º lugar no Torneio Centenário do Rapid Viena.
- 15 de julho de 2008 – 2 x 1 Vitória de Guimarães (POR). Troféu pelo 3° lugar na OBI Cup (Berna).

## Títulos em outras categorias

### Futebol amador
Torneios interestaduais
- Taça Ciro Machado do Espírito Santo de Aspirantes: 1967

Torneios estaduais
- Campeonato Carioca Amador: 1942, 1943 e 1944
- Torneio Início Amador: 1944
- Campeonato Carioca de Aspirantes: 1944, 1945, 1958, 1959 e 1965
- Taça Fernando Loretti de Aspirantes: 1943
- Taça Antônio Gomes de Avellar de Aspirantes: 1961
- Campeonato Carioca de Segundos Quadros: 1906, 1907, 1909, 1910, 1915 e 1922
- Campeonato Carioca de Terceiros Quadros: 1915, 1916, 1920, 1928 e 1931

### Categorias de base
Torneios internacionais
- Torneio de Croix (Infanto-Juvenil): 1973
- Copa Doetinchem (Juniores): 2009
- Torneio de Terborg (Juniores): 2010
- Copa Del Agatha (Juniores): 2010
- Torneio Internacional de Oostduinkerke (Sub-19): 2010
- Spax Cup (Juniores): 2012 e 2013
- Zayed Cup (Sub-18): 2014
- Copa da Amizade Brasil-Japão de Futebol Infantil (Sub-15): 1998 e 2015
- Copa Xerém Brasil-Chile (Sub-16): 2018
- Dallas Cup (Sub-19): 2025

Torneios nacionais
- Campeonato Brasileiro Sub-20: 2016
- Taça BH de Futebol Júnior: 1999
- Copa Rio Sub-17: 1989, 1990, 1992 e 1999
- Rui Barbosa Cruzeiro Cup (Sub-15): 2016

Torneios interestaduais
- Copa Gazetinha Nacional (Sub-15): 2008
- Copa Ecológica Mercosul (Sub-13): 2001
- Torneio Nilton Santos (Sub-17): 2001
- Copa da Juventude (Sub-13): 2010
- Copa Revela Talentos (Sub-17): 2011
- Independência Cup (Sub-13): 2016
- Independência Cup (Sub-14): 2016
- Copa Next (Sub-17): 2017
- ESCUP (Sub-16): 2021

Torneios estaduais
- Campeonato Carioca Sub-20: 1920, 1935, 1961, 1962, 1963, 1964, 1966, 1977, 1978, 1997, 1998, 2000, 2011, 2014 e 2016
- Taça Guanabara Sub-20: 1999, 2000, 2001, 2011 e 2016
- Taça Rio Sub-20: 1998, 2000, 2014 e 2020
- Taça do 2º Turno Sub-20: 1994
- Copa Rio Sub-20: 1971, 1983, 1997, 2013, 2015, 2017, 2021, 2022 e 2024
- Torneio Início Sub-20: 1956, 1961, 1965, 1967, 1977 e 1978
- Taça Rio Sub-17: 2017 e 2023
- Copa Guilherme Embry (Sub-17): 2012
- Copa Olaria Renovado (Sub-16) - Série Prata: 2024
- 1º Turno Torneio Guilherme Embry (Sub-16): 2017 e 2018
- Torneio Octávio Pinto Guimarães de Juvenil: 1971
- Taça José Gilberto Silveira de Juvenil: 1975
- Taça Eunápio Gouveia de Queiroz de Juvenil: 1978
- Copa Macaé Juvenil: 1997
- Campeonato Carioca Infanto-Juvenil: 1955, 1957 e 1964
- Torneio Início Infanto-Juvenil: 1963 e 1966
- Taça General Adalberto Pereira dos Santos Infanto-Juvenil: 1975
- Campeonato Carioca de Futebol Infantil (Sub-15): 1932, 1933, 1968, 1969, 1970, 1982, 2009, 2014 e 2021
- Taça Guanabara Infantil (Sub-15): 2014
- Taça Rio Infantil (Sub-15): 2016
- Taça Guanabara do Campeonato Metropolitano de Futebol (Sub-13): 2017 e 2022
- Campeonato Metropolitano de Futebol Sub-13: 2017 e 2022
- Torneio de Jogos Infantis: 1952
- Copa Pelé Infantil: 1987
- Campeonato Estadual Mirim: 1985 e 1996
- Taça D. Pedro I Mirim: 1972
- Taça Mário Filho Mirim: 1974
- Copa Macaé Mirim: 2005
- Copa Roberto Dinamite Mirim: 2007
- Copa Zico de Verão Mirim (Sub-11): 2012
- Copa Rio Bonito Mirim (Sub-11): 2013
- Taça os Donos da Bola Série Prata (Sub-10): 2021
- Copa Dente de Leite Série Prata (Sub-10): 2022
- Copa Dente de Leite Série Prata (Sub-07): 2022
- Copa Dente de Leite Série Ouro (Sub-09): 2022

## Categoria Master
Torneios internacionais
- Copa Internacional de Futebol Legends: 2019

## Futebol Feminino
Competições estaduais
- Campeonato Carioca: 2014, 2020 e 2022
- Copa Rio: 2024
- Taça Cidade de Nova Iguaçu: 2015
- Copa São José do Vale do Rio Preto: 1999
- Copa Petrobrás: 1999
- Feminilha: 1998
- Campeonato Carioca Sub-20: 2022 e 2023
- Copa Rio Sub-20: 2023
- Copa Unifoot Sub-20: 2023
- Taça Cidade de Nova Iguaçu Sub-17: 2015

## Títulos em outros esportes

### Aeromodelismo
Competições e medalhas internacionais
- 1 Recorde Mundial de Voo Circular Controlado (1.000 voltas - 53,07") III Troféu Mil Voltas da Guanabara Conjunto "Três Azes": 1963

 Competições estaduais
- 2 Campeonato da Cidade do Rio de Janeiro: 1962/1963
- 2 Campeonato Carioca de Juvenis: 1962/1963
- 3 Campeonato Carioca de Infantis: 1961/1962/1963
- 1 Campeonato Carioca Individual Juvenil - voo controlado - acrobacia: 1962
- 1 Campeonato Carioca Individual Infantil - voo controlado - acrobacia: 1962
- 1 Campeonato Carioca Individual Juvenil - voo circular controlado - corrida de conjuntos (team racing): 1962
- 1 Campeonato Carioca Individual Infantil - voo circular controlado - corrida de conjuntos (team racing): 1962

### Arco e flecha
Competições estaduais 
- 1 Campeonato Carioca Masculino de Juvenis: 1964
- 1 Campeonato Carioca Masculino de Infantis: 1964
- 4 Campeonato Carioca Feminino de Juvenis: 1961/1962/1963/1964
- 3 Campeonato Carioca Feminino de Infantis: 1962/1963/1964
- 1 Taça Eficiência Geral: 1964

### Atletismo
Competições e medalhas internacionais
- 1 Medalha de Ouro no Arremesso de Disco (Recorde Sul-Americano e Brasileiro 37m 40), por Ivette Mariz - Montevidéu (Uruguai): 1945
- 1 Medalha de Ouro no Salto Triplo (Recorde Sul-Americano com 15m 26) por Hélio Coutinho da Silva - Lima (Peru): 1949
- 1 Medalha de Ouro nos 100m Rasos (Recorde Sul-Americano com 11,80) por Silvina das Graças Pereira - Campeonato Sul-Americano - Buenos Aires (Argentina): 1967
- 1 Medalha de Ouro nos 200m Rasos (Recorde Sul-Americano com 23,40), por Silvina das Graças Pereira - Campeonato Sul-Americano - Rio de Janeiro: 1975
- 1 Medalha de Ouro nos 200m Rasos (Recorde Sul-Americano com 23,30), por Silvina das Graças Pereira - I Copa Latina - Rio de Janeiro: 1975
- 1 Campeonato Sul-Americano de Clubes Feminino: 1969
- 2 Medalha de Bronze em Pentatlo nos Campeonatos Panamericanos por Aída dos Santos Menezes: 1967, 1971
- 1 Recorde Sul-Americano no Revesamento 4x400m, por Rosalvo da Costa Ramos, com 3,19''70 - Lima (Peru): 1949
- 1 Recorde Sul-Americano no Salto em Altura, por Maria da Conceição Cipriano, com 1,71m - São Caetano do Sul (SP): 1964
- 1 Recorde Sul-Americano no Salto em Altura, por Aída dos Santos Menezes, com 1,74m - Tóquio (Jogos Olímpicos): 1964
- 1 Recorde Sul-Americano no Pentatlo Feminino (4.578 pontos) por Aída dos Santos Menezes - Jogos Olímpicos - Cidade do México: 1968
- Aída dos Santos Menezes: Campeã Luso-Brasileira, Campeã Íbero-Americana, Campeã Sul-Americana
- 1 Recorde Sul-Americano nos 100m Rasos (11"50) por Silvina das Graças Pereira: 1974
- 1 Recorde Sul-Americano no Salto em Distância (6,50) por Silvina das Graças Pereira: 1974
- 1 Recorde Sul-Americano nos 200m Rasos (23"50) por Silvina das Graças Pereira: 1974
- 1 Recorde Sul-Americano nos 200m Rasos (23"17) por Silvina das Graças Pereira - Jogos Pan-Americanos Cidade do México: 1975
- 1 Recorde Mundial nos 100m rasos da classe T11 Paraolímpica, em 12”04, por Terezinha Guilhermina: 2011

 Competições nacionais
- 5 Títulos no Troféu Brasil: 1945-1951 (3 Títulos), 1962-1965 (1 Título), 1966-1970 (1 Título)
- Aida dos Santos Menezes: Campeã Brasileira

 Competições estaduais
- 8 Campeonato da Cidade do Rio de Janeiro Masculino: 1933, 1948/1949/1950/1951, 1964/1965/1966
- 1 Campeonato Carioca Masculino de Seniors: 1964
- 3 Campeonato Carioca Masculino de Juniors: 1948/1950, 1956
- 10 Campeonato Carioca Masculino de Juvenis: 1939/1940/1941/1942/1943/1944, 1946, 1950, 1964, 1966
- 5 Campeonato Carioca Masculino de Aspirantes: 1955, 1957/1958/1959/[51] 1960
- 2 Campeonato Carioca Masculino de Infantis A: 1939, 1993
- 2 Campeonato Carioca Masculino de Infantis B: 1939, 1993
- 4 Campeonato Carioca Masculino de Novíssimos: 1933, 1946, 1948, 1964
- 1 Campeonato Carioca Masculino de Principiantes: 1964
- 4 Campeonato Carioca Masculino de Estreantes: 1933, 1937, 1947, 1950
- 2 Campeonato Carioca Masculino de Corrida de Fundo: 1950, 1964
- 10 Campeonato Carioca Masculino de Decatlo: 1948/1949/1950/1951, 1964, 1966/1967/1968/1969/1970
- 1 Troféu Imprensa Masculino: 1950
- 4 Campeonato da Cidade do Rio de Janeiro Feminino: 1964/1965/1966, 1968
- 8 Campeonato Carioca Feminino de Pentatlo:1964/1965/1966/1967/1968/1969/1970/1971

1970/1971
- 8 Campeonato Carioca Feminino de Seniors:1964/1965/1966/1967/1968/1969/

1970/1971
- 2 Campeonato Carioca Feminino de Juniors: 1966/1968
- 1 Campeonato Carioca Feminino de Novas: 1970
- 4 Campeonato Carioca Feminino de Novíssimas: 1959/1960, 1962, 1968
- 2 Campeonato Carioca Feminino de Principiantes: 1959, 1961
- 4 Campeonato Carioca Feminino de Estreantes: 1946, 1948/1949, 1969
- 11 Campeonato Carioca Feminino de Juvenis: 1939, 1941/1942, 1948, 1959/1960/1961/1962/ 1963/1964, 1966
- 1 Campeonato Carioca Feminino de Infantis A: 1939
- 2 Campeonato Carioca Feminino de Infantis B: 1939. 1994
- 4 Troféu Mário Márcio Cunha Geral: 1948/1949/1950/1951
- 2 Troféu FARJ Geral: 1965, 1971
- 5 Troféu Eficiência Geral: 1948/1949, 1964/1965/1966
- 3 Troféu Rubens Esposel Pinto Geral: 1963/1964/1965

### Autobol
Competições estaduais
- 1 Campeonato Estadual: 1974

### Basquete
Competições internacionais
- 5 Encontro Sul-Americano Feminino Mini/Mirim (VIII, X, XII, XIV, XV): 2004, 2006, 2008, 2010/2011
- 2 Encontro Sul-Americano Feminino Cadete (Infanto-Juvenil) (XII, XIII): 2008/2009
- 1 Encontro Sul-Americano Masculino Sub-15 Série Bronze: 2017
- 1 Rio Internacional Open de Masters Masculino: 2017
- 1  Liga Sul-Americana de Basquetebol Masculino: 2019
- 2 XV Taça Joinville Internacional de Basquete Masculino Sub-14: 2022/2023

 Competições nacionais
- 1 Campeonato Brasileiro: 1967
- 1 Liga Ouro de Basquete: 2017
- 1 Copa Brasil de Basquete Masculino Sub 13: 2018
- 1 Torneio de Enterradas do NBB: 2019
- 1 Brasileiro Interclubes de Basquete 3x3 Masculino Adulto: 2022
- 1 Brasileiro Interclubes de Basquete 3x3 Masculino Sub-23: 2022
- 1 Etapa Sudeste do Brasileiro Interclubes de Basquete 3x3 Feminino: 2022
- 1 Brasileiro Interclubes de Basquete Masculino Sub-15 - Classificatória A: 2023

Competições interestaduais
- 1 Torneio Quadrangular Interestadual de Basquetebol Masculino Adulto: 1956
- 1 Taça Minas de Basquetebol Masculino Sub-17: 2016
- 1 Copa Sul Sudeste Masculino de Master: 2018
- 1 Desafio Espírito Santo x Rio de Janeiro Masculino Sub-14: 2022

 Competições estaduais
- 10 Campeonato Carioca Masculino Adulto: 1939, 1942/1943/1944/1945, 1947, 1966/1967/1968, 1991
- 5 Campeonato da Associação Metropolitana de Basketball Masculino Adulto: 1933/1934/1935/1936/1937
- 7 Campeonato Estadual Feminino Adulto: 1955, 1960/1961/1962/1963, 1995, 2006
- 2 Torneio Estadual Feminino Adulto (embrião do campeonato estadual): 1950/1951
- 9 Torneio Estadual de Apresentação Feminino Adulto: 1950/1951, 1957, 1959, 1961/1962/1963/1964/1965
- 3 Copa Eugênia Borer Feminino Adulto: 1993, 1995, 1996
- 7 Torneio de Apresentação do Campeonato Carioca Masculino Adulto: 1922, 1933/1934, 1939, 1951, 1954, 1965
- 3 Troféu Eficiência Masculino Adulto: 2008/2009/2010
- 1 Torneio Rio Open Masculino Adulto: 2002
- 2 Torneio Carioca Masculino Adulto: 2015/2016
- 2 Taça Kanela Masculino Adulto: 1996, 1998
- 2 Campeonato Estadual Masculino Segundos Quadros: 1939, 1941
- 2 Campeonato Estadual Masculino Aspirantes: 1942, 1944
- 1 Torneio Top Four Masculino Sub-19: 2017
- 1 Campeonato Estadual Masculino Sub-23: 2023
- 7 Campeonato Estadual Masculino Juvenil: 1961/1962, 1964/1965, 1982, 1992, 1995
- 1 Taça Rio de Janeiro Masculino Sub-19: 2019
- 3 Campeonato Estadual Feminino Juvenil: 1963, 1965,[50] 2011
- 1 Copa FBERJ Feminino Juvenil: 2007
- 1 Copa Eugênia Borer Feminino Juvenil: 1994
- 1 Torneio de Carnaval do Sesc Nova Iguaçu Feminino Sub-19: 2009[52]
- 3 Campeonato Estadual Masculino Infanto-Juvenil: 1991/1992, 2010
- 1 Taça Rio de Janeiro Masculino Sub-17: 2018
- 3 Campeonato Estadual Feminino Infanto-Juvenil: 2006/2007, 2009
- 1 Copa FBERJ Feminino Infanto-Juvenil: 2007
- 7 Campeonato Estadual Masculino Infantil: 1961/1962/1963/1964/1965, 2003, 2007
- 2 Campeonato Estadual Masculino Sub-15: 2019, 2023
- 1 Taça Rio de Janeiro Masculino Sub-15: 2022
- 2 Campeonato Estadual Masculino Sub-14: 2009, 2022
- 3 Campeonato Estadual Feminino Infantil: 2006/2007, 2014
- 1 Copa FBERJ Feminino Infantil: 2007
- 2 Campeonato Estadual Masculino Mirim Sub-13: 2007, 2018
- 5 Campeonato Estadual Feminino Mirim Sub-13: 2003/2004/2005/2006, 2011
- 1 Campeonato Estadual Feminino Mirim A2: 2002
- 1 Copa FBERJ Feminino Mirim: 2007
- 1 Taça Rio de Janeiro Masculino Sub-13: 2019
- 2 Campeonato Estadual Masculino Mini-Basquete: 1975/1976
- 1 Torneio Aberto Estadual Masculino Sub-12: 2017
- 1 Copa Eugenia Borer Feminino Mirim: 2003
- 1 Torneio Início Feminino Infantil: 2011
- 5 Campeonato (Circuito) Estadual Pré-Mirim Sub-12 Feminino: 2006, 2008, 2010/2011/2012
- 7 Taça Eficiência Material e Desportivo: 1961/1962, 1965, 1967, 2008/2009/2010
- 2 Taça Disciplina: 1961/1962
- 1 Torneio de Apresentação Feminino Juvenil: 1965
- 3 Torneio de Apresentação Masculino Infantil: 1962/1963, 1965
- 2 Torneio Aberto Masculino Adulto: 1935, 1942
- 2 Campeonato Estadual Masculino Adulto de 2º Quadros: 1939, 1941
- 1 Troféu Guilhermina Guinle Masculino Adulto: 1945
- 1 Torneio Mello Feminino Junior: 1951
- 1 Troféu Armando Albano Feminino Adulto: 1956
- 1 Torneio Rio de Janeiro Feminino Sub-13: 2012
- 1 Torneio Rio de Janeiro Feminino Sub-14: 2012
- 1 Jogos Abertos de Cambuquira Feminino Adulto: 1948
- 2 Jogos Abertos de Poços de Caldas Feminino Adulto: 1957, 1959
- 1 Jogos de Inverno de Santos Feminino Adulto: 1955
- 1 Torneio de Inauguração do Ginásio Sport Club de Juiz de Fora Feminino Adulto: 2009
- 1 Taça Comemorativa do 15º ano do Projeto Basquete Futuro Olímpico: 2009
- 2 Campeonato Estadual LSB Liga Super Basketball Masculino Master 55+: 2022/2023
- 3 Campeonato Estadual LSB Liga Super Basketball Masculino Master 50+: 2018/2019, 2022
- 5 Campeonato Estadual LSB Liga Super Basketball Masculino Master 45+: 2015/2016, 2018/2019, 2022
- 1 Campeonato Estadual LSB Liga Super Basketball Masculino Master 40+: 2021
- 1 Campeonato Estadual LSB Liga Super Basketball Masculino Master 35+: 2022
- 1 Campeonato Estadual LSB Liga Super Basketball Masculino Sub-17: 2016
- 2 Campeonato Estadual LSB Liga Super Basketball Masculino Sub-16: 2017/2018
- 2 Campeonato Estadual LSB Liga Super Basketball Masculino Sub-15: 2015/2016
- 2 Campeonato Estadual LSB Liga Super Basketball Masculino Sub-14: 2017/2018
- 2 Campeonato Estadual LSB Liga Super Basketball Masculino Sub-13: 2015/2016
- 1 Etapa Lapa do Torneio de Verão 3x3 Masculino Sub-18: 2015
- 1 Campeonato Estadual 3x3 Masculino Adulto: 2022
- 1 Campeonato Estadual 3x3 Feminino Adulto: 2022
- 1 Etapa Classificatória Campeonato Regional 3x3 Masculino: 2022
- 1 Copa Maricá Open 3x3 Masculino Master: 2022
- 1 Copa Leopoldinense 3x3 Masculino: 2022
- 2 Copa Leopoldinense 3x3 Feminino: 2022/2023

### Boliche
Recordes
- 2 Partida Perfeita (300 pontos, 12 strikes consecutivos) por Daniel Raphanelli a 15 de Julho e a 22 de Setembro: 2001
- 1 Vencedor do Ranking Juvenil sub-23 Masculino do campeonato estadual de terceiros com handicap por Daniel Raphanelli (200,96): 2002
- 1 Vencedor do Ranking Juvenil Masculino do campeonato estadual de quartetos com handicap por Daniel Raphanelli (201,89): 2002

 Competições nacionais
- 1 Taça Brasil Masculino Juvenil: 2001
- 1 Medalha de Bronze no modulo bronze do Campeonato Brasileiro de Clubes: 2001

 Competições estaduais
- 1 Campeonato Estadual categoria simples: 2001
- 1 Campeonato Estadual de quartetos por equipas: 2005
- 1 Campeonato Estadual Individual 2a divisão (P. Dias): 2004
- 2 Campeonato Estadual de Handicap: 2012; 2023
- 1 Torneio Maria lilia de Almeida Rêgo - Liga Norte de Boliche categoria simples: 2002

### Bridge
Competições internacionais
- 1 Campeonato Mundial (quadras:86%): 1962

### Escotismo
Competições estaduais
- Campeâo do Torneio Baden Powell Senior: 1962
- Campeâo dos Jogos da Cidade Junior: 1962

### Esgrima
Competições estaduais
- 3 Campeonato da Cidade do Rio de Janeiro: 1933, 1937/1938
- 5 Campeonato Carioca de Florete (1ª Categoria): 1933, 1937/1938, 1958, 1964
- 3 Campeonato Carioca de Espada (1ª Categoria): 1933, 1935, 1937
- 4 Campeonato Carioca de Sabre (1ª Categoria): 1933, 1938, 1945/1946
- 1 Campeonato Carioca de Florete (2ª Categoria): 1961
- 1 Campeonato Carioca de Espada (2ª Categoria): 1961
- 1 Campeonato Carioca de Florete (estreantes): 1958
- 1 Campeonato Carioca de Sabre (estreantes): 1962
- 3 Campeonato Carioca de Florete (individual): 1940, 1962/1963
- 1 Campeonato Carioca de Espada (individual): 1963
- 1 Campeonato Carioca de Sabre (individual): 1964
- 2 Torneio Início: 1934, 1939

### Esqui
Competições internacionais
- 1 Campeonato Internacional de Esqui de Engadina (Suíça): 1977 (Atleta do clube: Hans Pestalozzi)

### Futebol americano
Competições interestaduais
 Pantanal Bowl II 1 vez - Botafogo Mamutes (Masculino Adulto): 2008
 Competições estaduais
 Litoral Bowl 1 vez - Botafogo Mamutes (masculino adulto): 2011
 Saquarema Bowl 1 vez - Botafogo Reptiles (Futebol Americano de Praia Masculino Adulto): 2014
 Viradão Esportivo 1 vez - Botafogo Flames (Feminino Adulto): 2009

### Futebol de areia
Competições internacionais
- 1 Torneio Início Internacional Interclubes Cidade Maravilhosa de Beach Soccer Masculino Adulto: 2012
- 1 Quadrangular Internacional de Beach Soccer Masculino Adulto: 2015

 Competições nacionais
- 1 Copa Brasil de Beach Soccer: 2011
- 1 Copa Brasil de Beach Soccer Copa do Brasil - etapa Sul/Sudeste/Centro-Oeste: 2017
- 1 Desafio Espetacular de Futebol de Areia Masculino Adulto: 2012
- 1 Copa Integração de Beach Soccer: 2017

 Competições estaduais
- 2 Campeonato da Cidade do Rio de Janeiro Masculino Adulto: 1966/1967
- 2 Campeonato da Divisão de Acesso Masculino Adulto: 1956, 1966
- 2 Campeonato Carioca Masculino Juvenil: 1965/1966
- 1 Campeonato Carioca Masculino Sub-18: 2022
- 1 Campeonato Carioca de Beach Society Masculino Adulto: 2002
- 1 Taça Guanabara de Beach Society Masculino Adulto: 2013
- 1 Torneio Aberto Masculino Adulto: 1964
- 1 Torneio Rafael de Almeida Magalhães Masculino Juvenil: 1965
- 1 Torneio Noturno Masculino Juvenil: 1966
- 1 Desafio das Praias de Beach Society Feminino Adulto: 2010
- 1 Torneio Início de Beach Society Feminino Adulto: 2010
- 1 Taça Àlvaro Augusto Dias Monteiro Masculino Adulto: 2010
- 1 Copa Educação Esportiva Adulto Mirim (Sub-13): 2010
- 1 Torneio Roberto Dinamite Masculino Mirim (Sub-13): 2002
- 1 4ª Copa da Liga de Copacabana Masculino Adulto: 2003
- 1 1ª Copa da L.F.P.B. Masculino Juvenil: 2002
- 1 Copa Rio Masculino Juvenil: 2003
- 1 Torneio Integração Masculino Juvenil: 2003
- 1 Desafio das Praias Masculino Juvenil: 2009
- 1 Desafio das Praias Masculino Mirim: 2009
- 1 Desafio das Praias de Beach Society Masculino Juvenil (Sub-19): 2010
- 1 Desafio das Praias de Beach Society Masculino Mirim (Sub-13): 2010
- 1 Copa Educação Esportiva de Beach Society Mirim (Sub-13): 2010
- 1 Desafio CEFAN (Botafogo x Vasco) Masculino Adulto: 2010
- 1 Campeonato do FIFA SOCCEREX de Grama Sintética Masculino Juvenil: 2010
- 1 Campeonato da Escola Americana Feminino Adulto: 2003
- 1 Desafio FEBESRJ (Botafogo X P. Pereira) Feminino Adulto: 2010
- 1 Desafio do ICJG (Botafogo X Iate Clube) Feminino Adulto: 2010
- 1 Desafio Carioca Hilton Santos Júnior Masculino Sub-20: 2013
- 1 Quadrangular Guaraviton de Beach Soccer Feminino: 2014
- 1 Quadrangular Guaraviton de Beach Soccer Masculino: 2014
- 1 Torneio Atlântica de Beach Soccer Feminino: 2014
- 1 Torneio Festival de Beach Soccer CRAQUE SÓ NA BOLA Feminino: 2014
- 1 Desafio de Beach Soccer Feminino ES x RJ: 2015
- 1 Copa Gol de Beach Soccer Feminino: 2015
- 1 1ª Copa LOGAN de Beach Soccer Masculino: 2016
- 1 Copa São Pedro D'Aldeia de Beach Soccer Feminino: 2022

### Futebol de botãoou futebol de mesa
Competições nacionais
- 3 Campeonato Brasileiro pela UNIFA: 1989, 1992, 2011
- 2 Supercopa do Brasil pela UNIFA: 2000, 2011
- 2 Copa do Brasil pela UNIFA: 2000, 2011
- 11 Taça Brasil (campeonato brasileiro) categoria bola 12 toques pela BFA: 1990/1991, 1996, 2000, 2002, 2004/2005/2006/2007/2008, 2011
- 2 Torneio Início da Taça Brasil (campeonato brasileiro) categoria bola 12 toques pela BFA: 1991/1992
- 2 Copa do Brasil categoria bola 12 toques pela BFA: 2005/2016
- 1 Campeonato Brasileiro Série Prata na modalidade bola 12 toques pela FEFUMERJ: 2017
- 1 Campeonato Brasileiro Individual categoria Sectorball com Weber Gomes: 2019
- 1 Copa do Brasil categoria Disco Cavado Especial com Robson Marfa: 2019

Competições interestaduais
- 1 Torneio Rio-São Paulo pela UNIFA: 2010
- 1 Copa Sudeste pela UNIFA: 2015-2016
- 1 Torneio da Amizade categoria pastilha pela BFA: 1990

 Competições estaduais
- 3 Campeonato Carioca pela UNIFA: 1999, 2008, 2015
- 1 Campeonato Estadual de Clubes categoria ‘Bola 3 Toques’: 2019
- 1 Campeonato Estadual Individual categoria Bola 3 Toques – com Elinto Pires: 2018
- 1 Campeonato Estadual Individual categoria Bola 3 Toques – Série Ouro com Diego Américo: 2019
- 1 Campeonato Estadual Individual Sênior categoria Disco Cavado com Marcos Moysés: 2019
- 1 Campeonato Estadual Individual categoria ‘Sectorball’, Série Prata com Robson Marfa: 2019
- 1 Taça Guanabara de Clubes categoria Bola 3 Toques, 1º turno do Campeonato Estadual de Clubes: 2019
- 1 Copa Guanabara categoria Bola 12 Toques, 2ª Etapa do Campeonato Estadual Individual adulto – Série Ouro com Alessandro Byk: 2019
- 1 Copa Guanabara categoria Bola 12 Toques, 3ª Etapa do Campeonato Estadual Individual adulto – Série Ouro com Alessandro Byk: 2019
- 1 Copa Rio categoria Bola 12 Toques, 3ª Etapa do Campeonato Estadual Individual master – Série Prata com Cau Mendes: 2019
- 1 Copa Rio categoria Bola 12 Toques, 3ª Etapa do Campeonato Estadual Individual master – Série Ouro com José Carlos: 2022
- 1 Copa da Federação de Clubes categoria Disco Cavado, 1ª Etapa do Campeonato Estadual: 2019
- 1 Copa Rio de Clubes categoria Disco Liso, 2ª Etapa do Campeonato Estadual de Clubes: 2019
- 1 Troféu Astyages Brasil categoria Bola 3 Toques: 2019
- 1 Taça Glorioso categoria Bola 3 Toques: 2019
- 1 Taça Manoel Gomes Tubino categoria ‘Bola 12 Toques’, 4ª Etapa do Campeonato Estadual - Individual adulto com Alessandro Luiz: 2019
- 1 Taça Cidade do Rio de Janeiro categoria ‘Dadinho’, Sub-18: 2019
- 1 1ª Etapa do Campeonato Estadual Individual categoria ‘Dadinho’ Sênior Série Ouro com Alessandro Byk: 2018
- 1 2ª Etapa do Campeonato Estadual Individual categoria ‘Dadinho’ Sênior Série B com João César: 2018
- 1 5ª Etapa do Campeonato Estadual categoria ‘Dadinho’, Sub-18, Série Ouro: 2019
- 1 1ª Etapa do Campeonato Estadual Individual categoria ‘Dadinho’, Sub-18, com Felipe Drago: 2023
- 1 Copa Maracanã (5ª Etapa Campeonato Estadual) modalidade bola 12 toques pela FEFUMERJ: 2017
- 1 Master of the Universerse modalidade pastilha pela BFA: 1993
- 1 Torneio Cidade do Rio de Janeiro modalidade bola 12 toques pela BFA: 1997
- 1 Troféu Geraldo Décourt modalidade bola 12 toques pela BFA: 2005
- 2 Campeonato Carioca modalidade bola 12 toques pela BFA: 2011/2012
- 1 Liga Metropolitana de Foot-ball do Rio de Janeiro modalidade bola 12 toques pela BFA: 2012
- 1 Taça Enzo Gabriel da Série Ouro modalidade bola 12 Toques pela FEFUMERJ: 2017
- 1 Campeonato Estadual Sênior modalidade Disco 1 Toque pela FEFUMERJ: 2017
- 1 Etapa Estadual da Série Bronze modalidade Disco pela FEFUMERJ: 2017
- 1 Expo Botão 2021 de Futebol de Mesa modalidade cavado 1 Toque pela FEFUMERJ: 2021
- 1 Torneio Início de Futebol de Mesa, na modalidade 1 Toque, categoria Liso pela FEFUMERJ: 2022
- 1 Campeonato Estadual Individual Master categoria 12 Toques com José Carlos Bayeux: 2022
- 1 Campeonato Estadual de Futebol de Mesa, na modalidade 1 Toque, categoria Liso pela FEFUMERJ: 2022
- 1 Taça Guanabara de Interclubes Master modalidade Bola 12 Toques FEFUMERJ: 2022
- 1 Taça Rio de Interclubes Master modalidade Bola 12 Toques FEFUMERJ: 2022
- 1 Copa da Federação de Clubes modalidade 1 Toque Cavado FEFUMERJ: 2022
- 1 Copa Rio de Clubes  modalidade 1 Toque Cavado FEFUMERJ: 2022
- 1 Campeonato Estadual de Clubes  modalidade 1 Toque Cavado FEFUMERJ: 2022

### Futebol de salão
Competições internacionais
- 1 Supercopa América de Futsal Masculino Sub-12: 2015
- 1 Supercopa América de Futsal Masculino Sub-14: 2023
- 1 World Futsal Championships (EUA) de Futsal Masculino Sub-14: 2018

 Competições nacionais
- 1 Copa Minas/Espírito Santo de Futsal Feminino: 2010
- 1 Super Liga Futsal Sub-20: 2010
- 1 Taça Brasil de Clubes de Futsal Sub-15: 2011
- 1 Taça Brasil de Clubes de Futsal Sub-17: 2012
- 1 Taça Brasil de Clubes de Futsal Sub-20: 2013
- 1 Copa BR de Futsal Sub 13: 2022
- 1 Copa BR de Futsal Sub 14: 2022
- 1 Copa BR de Futsal Geral: 2022
- 1 Copa Dente de Leite Série Ouro Sub 09: 2022
- 1 Copa Dente de Leite Série Prata Sub 07: 2022
- 1 Copa Dente de Leite Série Prata Sub 08: 2022
- 1 Copa Dente de Leite Série Prata Sub 10: 2022

 Competições estaduais
- 1 Super Liga de Futsal Rio Adulto: 2010
- 1 Super Liga de Futsal Rio Sub-20: 2009
- 3 Campeonato Carioca Adulto: 2011/2012, 2016
- 1 Copa Rio Adulto (1a fase da Liga Metropolitana): 2001
- 2 Campeonato Carioca Sub-20: 2012/2013
- 2 Campeonato Carioca Sub-17: 2011/2012
- 3 Campeonato Carioca Sub-15: 2010/2011, 2013
- 1 Campeonato Carioca Sub-12 Série Ouro Especial: 2021
- 1 Campeonato Carioca Sub-11 Série Ouro Especial: 2021
- 1 Campeonato Carioca Sub-13 Série Prata: 2014
- 1 Campeonato Carioca Sub-09 Série Bronze: 2016
- 4 Campeonato Estadual Adulto 2011/2012, 2015/2016
- 1 Campeonato Estadual Adulto Feminino: 1997
- 1 Taça Cidade do Aço (Volta Redonda) Adulto Feminino: 1997
- 1 Campeonato Estadual Sub-17: 2011/2012
- 2 Campeonato Estadual Sub-20: 2013, 2016
- 2 Campeonato Estadual Sub-15: 2010, 2012
- 1 Campeonato Estadual Sub-13: 2011
- 1 Campeonato Estadual Pré-Mirim Sub-11: 2003
- 1 Torneio de Futsal em Araruama Sub-09: 2011
- 1 Torneio de Futsal em Araruama Sub-13: 2011
- 1 Desafio Intermunicipal de Futsal Adulto Feminino: 2014
- 1 Festival de Futsal Sub 14 Feminino: 2023

### Futevôlei
Competições nacionais
- 2 Liga Nacional de Futevôlei: 2011; 2023*
- invicto

### Futebol societyou futebol 7
Competições internacionais
- 1 Mundialito de Clubes de Futebol 7 Masculino Adulto: 2012*

 Competições nacionais
- 1 Liga Fut 7 Liga Nacional Masculino Adulto: 2012
- 1 Campeonato Brasileiro Masculino Adulto: 2012
- 1 Copa Campeões do Brasil Masculino Adulto: 2016
- 1 "Desafio dos Campeões" Super Campeão Brasileiro Masculino Adulto: 2012
- 1 Campeonato Brasileiro 2ª Divisão Masculino Paraolímpico: 2011*
- 1 Campeonato Brasileiro Feminino Adulto: 2013

 Competições estaduais
- 2 Campeonato Carioca Masculino Adulto: 2016; 2023
- 1 Copa Interligas Masculino Adulto: 2010
- 1 Campeonato Municipal Masculino Adulto: 2010
- 1 Taça Cidade Maravilhosa Masculino Adulto: 2021
- 1 Campeonato Municipal 2ª Divisão Masculino Adulto: 2010*
- 1 Campeonato Carioca 3ª Divisão Masculino Adulto: 2009*
- 1 Campeonato Carioca Masculino Veterano: 2010
- 1 Copa Rio Masculino Veterano: 2010
- 2 Campeonato Carioca de Base Masculino Sub-20: 2016, 2021
- 1 Torneio Início Carioca de Base (Copa Lula Calamares) Masculino Sub-20: 2016
- 2 Campeonato Carioca de Base Masculino Sub-17: 2010, 2021
- 1 Copa Rio Masculino Sub-17: 2016
- 1 Copa SUDERJ Masculino Sub-9: 2019
- 3 Campeonato Carioca Feminino Adulto: 2000, 2012/2013
- 1 Copa Rio Feminino Adulto: 2014

Outras conquistas
- 1 Copa Liga Challenge Masculino Adulto: 2010*
- 1 Desafio Carioca (Duelo de Titãs) Masculino Adulto: 2009
- 1 Desafio Rio x Baixada Masculino Adulto: 2010
- 1 Torneio Aberto de Futebol Fla-Carioca de Futebol de 7 Masculino Sub-11: 2012
- 1 Taça Niterói de Futebol 7 Masculino Adulto: 2014
- 1 Circuito Interestadual de Futebol 7 - Espírito Santo Masculino Adulto: 2014
- 1 1º Turno Campeonato Carioca Masculino Adulto:2016
- 1 Copa O-Live de Futebol de 7 Masculino Adulto:2017
- 1 Campeão do quadrangular da Federação de Fut7 do RJ Masculino Adulto: 2018
- 1 Circuito Carioca Série Ouro Masculino Adulto FEF7RJ: 2022*

* invicto

### Halterofilismo
Recordes e medalhas de ouro internacionais
- 1 Medalha de Ouro Individual - Peso Galo (272,5 kg no total) por Adholfo Maranhão Bucker Aguiar - Buenos Aires (Argentina): 1958
- 1 Medalha de Ouro Individual - Peso Leve (320 kg no total) por Oswaldo dos Santos Leão ("Cangate") - Buenos Aires (Argentina): 1958
- 1 Recorde Sul-Americano em Arremesso de Peso - Peso Galo (107,5 kg) por Adholfo Maranhão Bucker Aguiar Rio de Janeiro: 1953

 Competições estaduais
- 11 Campeonato da Cidade do Rio de Janeiro de Levantamento de Pesos Masculino: 1940,1953/1954/(1955 não houve)1956/1957/1958/1959/1960/1961/1962/1963
- 5 Campeonato Carioca de Levantamento de Pesos Masculino de 2ª Categoria: 1955, 1958/1959/1960, 1963
- 5 Campeonato Carioca de Levantamento de Pesos Masculino de 3ª Categoria: 1957, 1959/1960, 1962/1963
- 6 Campeonato Carioca de Levantamento de Pesos Masculino de Estreantes: 1956/1957/1958, 1960, 1962/1963
- 1 Campeonato da Cidade do Rio de Janeiro de Exercícios Básicos Masculino: 1961
- 1 Campeonato Carioca de Exercícios Básicos Masculino de 2ª Categoria: 1963
- 2 Campeonato Carioca de Exercícios Básicos Masculino de 3ª Categoria: 1961, 1963
- 2 Campeonato Carioca de Exercícios Básicos Masculino de Estreantes: 1961, 1963

### Judô
Competições Internacionais
- 1 Medalha de Prata no Campeonato Sul-Americano de Judô categoria Sub-18 Feminino (40 kg) com Victória Cristina de Souza Tiburcio: 2013

 Competições estaduais
- 1 Campeonato da Cidade da Divisão Extra de Juvenis: 1963
- 1 Copa Rio Internacional Sub-15: 2014
- 1 Troféu Rio de Janeiro Dr. Edmundo Novaes Circuito Alto Rendimento Região 2 (Zona Sul): 2014

### Jiu-jitsu
Competições estaduais
- 1 Campeonato Estadual Jiu-Jitsu Juvenil faixa azul/peso médio por Fernando de Melo Guimarães “Pinduka”: 1972

### Maratonas aquáticas
Competições estaduais
- 1 Campeonato Travessia FARJ de Maratonas Aquáticas: 2017
- 1 Campeão da 2a Etapa do Circuito Estadual de Maratonas Aquáticas: 2018

### Nado sincronizado
Competições estaduais
- 1 Campeonato Estadual Adulto: 1979
- 1 Campeonato Estadual Juvenil: 1979

### Natação
Recordes e medalhas de ouro internacionais
- 1 Recorde Mundial 100m Nado de Peito por José Sylvio Fiollo com o tempo de 1’06’’4: 1968
- 1 Recorde Sul-Americano 100m Nado de Peito por Edgard Julius Barbosa Arp com o tempo de 1’12’’6 - Rio de Janeiro (Campeonato Brasileiro): 1936
- 1 Recorde Sul-Americano 100m Nado de Peito por Edgard Julius Barbosa Arp com o tempo de 1’13’’8 - Rio de Janeiro (Campeonato Carioca): 1936
- 1 Recorde Sul-Americano 100m Nado de Costas por Dulce Pereira da Silva com o tempo de 1’23’’ - Rio de Janeiro: 1937
- 1 Recorde Sul-Americano 200m Nado de Peito por Edgard Julius Barbosa Arp com o tempo de 2’48’’2 - Rio de Janeiro: 1938
- 1 Recorde Sul-Americano 100m Nado de Costas por Ilo Monteiro da Fonseca com o tempo de 1'07 - Porto Alegre (RS): 1951
- 1 Recorde Sul-Americano 100m Nado de Costas por Ilo Monteiro da Fonseca com o tempo de 1'08"1 - Lima (Peru): 1952
- 1 Recorde Sul-Americano 400m Nado Livre por Vera Maria Van Erven Formiga com o tempo de 5’7’’70 - Rio de Janeiro: 1964
- 1 Recorde Sul-Americano 100m Nado de Peito por José Sylvio Fiollo com o tempo de 1’06’’8 - Rio de Janeiro (Campeonato Carioca): 1968
- 1 Recorde Sul-Americano 100m Nado de Costas por Ana Cecília Barbosa Viana Freire com o tempo de 1'11"90 - Rio de Janeiro: 1968
- 1 Recorde Sul-Americano 100m Nado de Costas por Ana Cecília Barbosa Viana Freire com o tempo de 1'11"10 - Rio de Janeiro: 1968
- 1 Recorde Pan-Americano 200m peito por José Sylvio Fiollo com o tempo de 2'30"1 - Troféu Brasil: 1971
- 1 Recorde Sul-Americano 100m Nado Livre por Lucy Maurity Burle com o tempo de 1’01’’6 - Rio de Janeiro - Troféu Brasil: 1971
- 1 Recorde Sul-Americano 100m Nado Borboleta por Lucy Maurity Burle com o tempo de 1’08’’8 - Cali (Colômbia): 1971
- 1 Recorde Sul-Americano 100m Nado Borboleta por Lucy Maurity Burle com o tempo de 1’08’’7 - Beira (Moçambique - Jogos Luso-Brasileiros: 1972
- 1 Recorde Sul-Americano 100m Nado Borboleta por Rosemary Peres Ribeiro com o tempo de 1’08’’70 - Portugal - Jogos Luso-Brasileiros: 1972
- 1 Recorde Sul-Americano 100m Nado de Peito por José Sylvio Fiollo com o tempo de 1’05’’99 - Jogos Olímpicos Munique (Alemanha): 1972
- 1 Recorde Sul-Americano 100m Nado Livre por Lucy Maurity Burle com o tempo de 1’01’’3 - Belgrado (Iugoslávia) - Campeonato Mundial: 1973
- 1 Recorde Sul-Americano 100m Nado Livre por Rui Tadeu Aquino Oliveira com o tempo de 53’’63 - Salvador (BA): 1974
- 1 Recorde Sul-Americano 400m Nado Livre por Armando Souza Negreiros com o tempo de 3’43’’31: 2005
- 1 Recorde Sul-Americano 800m Nado Livre por Armando Souza Negreiros com o tempo de 7’49’’84: 2005
- 1 Recorde Sul-Americano 800m Nado Livre (piscina curta 25m) por Armando Souza Negreiros com o tempo de 7’47’’17 - Santos (SP): 2005
- 1 Recorde Sul-Americano 800m Nado Livre (piscina curta 25m) por Armando Souza Negreiros com o tempo de 7’43’’52 - Rio de Janeiro: 2009
- 1 Recorde Sul-Americano 50m Nado de Costas por Randal Ball com o tempo de 23'53: 2010
- 1 Recorde Sul-Americano 4x100m Nado Livre Feminino Revezamento por Alessandra Marchioro com o tempo de 3’41’’51: 2013
- 1 Recorde Sul-Americano 4x100m Nado Livre Feminino Revezamento por Alessandra Marchioro com o tempo de 3’33’’93: 2014
- 1 Recorde Sul-Americano 4x50m Nado Livre Feminino Revezamento por Alessandra Marchioro com o tempo de 1’38’’78: 2014
- 1 Recorde Sul-Americano 4x100m Medley Feminino Revezamento por Alessandra Marchioro com o tempo de 1’47’’20: 2014
- 1 Medalha de Ouro 100m peito nos Jogos Pan-Americanos de Winnipeg (Canadá) por José Sylvio Fiollo (Recorde Pan-Americano 1'07"5): 1967
- 1 Medalha de Ouro 200m peito nos Jogos Pan-Americanos de Winnipeg (Canadá) por José Sylvio Fiollo (Recorde Pan-Americano 2'30"4): 1967
- 3 Medalha de Ouro 50m livre feminino, 100m livres feminino e 4x100m medley feminino no Campeonato Sul-Americano Juvenil por Larissa Oliveira: 2007
- 1 Medalha de Ouro 100m Livre Corfu (Grécia) Torneio Multinations da Juventude por Matheus Santana com tempo de 51"63: 2012

 Competições nacionais
- 4 Campeonato Brasileiro Absoluto de Inverno - Troféu José Finkel: 1972/1973/1974/1975
- 5 Campeonato Brasileiro Absoluto Sénior - Taça Brasil - Troféu Maria Lenk: 1967, 1971/1972/1973/1974
- 1 Campeonato Brasileiro de Inverno Júnior - Troféu Dr. Trancredo de Almeida Neves: 1995
- 1 Campeonato Brasileiro de Verão Juvenil - Troféu Carlos Campos Sobrinho: 1995
- 1 Campeonato Brasileiro de Inverno Infantil - Troféu Ruben Dinard de Araújo: 1998
- 1 Copa do Brasil de Maratonas Aquáticas Categoria Junior: 2015
- 1 Troféu Denis de Freitas Ribeiro Infantil: 2015

 Medalhas de ouro em competições nacionais
- 2 Medalha de Ouro no Campeonato Brasileiro de Verão Sénior - Troféu Prof. Daltely Guimarães: 2006
- 2 Medalha de Ouro no Campeonato Brasileiro de Verão Sénior - Troféu Prof. Daltely Guimarães: 2005
- 2 Medalha de Ouro no Campeonato Brasileiro de Inverno Sénior - Troféu Juan Finkel: 2005
- 8 Medalha de Ouro Campeonato Brasileiro de Inverno Júnior - Troféu Dr. Tancredo de Almeida Neves: 2006
- 2 Medalha de Ouro no Campeonato Brasileiro de Inverno Júnior - Troféu Dr. Tancredo de Almeida Neves: 2004
- 3 Medalha de Ouro no Campeonato Brasileiro de Inverno Júnior - Troféu Dr. Tancredo de Almeida Neves: 2002
- 2 Medalha de Ouro Campeonato Brasileiro de Inverno Júnior - Troféu Dr. Tancredo de Almeida Neves: 1998
- 3 Medalha de Ouro no Campeonato Brasileiro de Verão Júnior - Troféu Júlio de Lamare: 2006
- 4 Medalha de Ouro no Campeonato Brasileiro de Verão Júnior - Troféu Júlio de Lamare: 2002
- 1 Medalha de Ouro no Campeonato Brasileiro de Verão Júnior - Troféu Júlio de Lamare - nos 50m livre masculino júnior II: 1998
- 3 Medalha de Ouro no Campeonato Brasileiro de Inverno Juvenil Troféu - Arthur Sampaio Carepa: 2005
- 3 Medalha de Ouro no Campeonato Brasileiro de Inverno Juvenil Troféu - Arthur Sampaio Carepa: 2004
- 2 Medalha de Ouro no Campeonato Brasileiro de Verão Juvenil - Troféu Carlos Campos Sobrinho: 2004
- 1 Medalha de Ouro no Campeonato Brasileiro de Verão Juvenil - Troféu Carlos Campos Sobrinho: 2002
- 2 Medalha de Ouro no Campeonato Brasileiro de Verão Juvenil - Troféu Carlos Campos Sobrinho: 2001
- 3 Medalha de Ouro no Campeonato Brasileiro de Inverno Infantil - Troféu Ruben Dinard de Araújo: 2007
- 2 Medalha de Ouro no Campeonato Brasileiro de Inverno Infantil - Troféu Ruben Dinard de Araújo: 2006
- 7 Medalha de Ouro no Campeonato Brasileiro de Inverno Infantil - Troféu Ruben Dinard de Araújo: 1998
- 3 Medalha de Ouro no Campeonato Brasileiro de Verão Infantil - Troféu Maurício Bekenn: 2006
- 6 Medalha de Ouro no Campeonato Brasileiro de Verão Infantil - Troféu Maurício Bekenn: 2004
- 6 Medalha de Ouro no Campeonato Brasileiro de Verão Infantil - Troféu Maurício Bekenn: 2003
- 1 Medalha de Ouro no Campeonato Brasileiro de Verão Infantil - Troféu Maurício Bekenn: 2002
- 6 Medalha de Ouro no Campeonato Brasileiro de Verão Infantil - Troféu Maurício Bekenn: 1998
- Por completar os anos 1999-2000-2001.

Competições interestaduais
- 3 Torneio Sudeste Infantil e Juvenil - Troféu Assis Chateaubriand: 2006, 2008, 2010
- 3 Festival Sudeste Mirim: 1994.1, 1994.2 e 2010.2
- 1 Festival Sudeste Petiz: 2001.2

Medalhas de ouro em competições regionais
- 13 Medalha de Ouro no Torneio Sudeste de Natação Infanto-Juvenil - Troféu Assis Chateaubriand: 2006
- 7 Medalha de Ouro no Torneio Sudeste de Natação Infanto-Juvenil - Troféu Assis Chateaubriand: 2005
- 4 Medalha de Ouro no Torneio Sudeste de Natação Infanto-Juvenil - Troféu Assis Chateaubriand: 2004
- 4 Medalha de Ouro no Torneio Sudeste de Natação Infanto-Juvenil - Troféu Assis Chateaubriand: 2002
- 7 Medalha de Ouro no Torneio Sudeste de Natação Infanto-Juvenil - Troféu Assis Chateaubriand: 1998
- Por completar os anos 1999-2000-2001.

 Competições estaduais
- 5 Campeonato Estadual Absoluto: 1966/1967, 1972, 2005/2006
- 2 Campeonato Estadual Absoluto de Inverno: 2005/2006
- 1 Campeonato Estadual Vinculado de Inverno: 2013
- 1 Campeonato Estadual Absoluto de Verão: 2012
- 1 Campeonato Estadual Masculino: 1949
- 2 Campeonato Estadual de Inverno Master: 2016/2017
- 1 Campeonato Estadual de Verão Master: 2016
- 4 Campeonato Estadual de Inverno Sénior: 2006, 2008/2009, 2013
- 4 Campeonato Estadual de Verão Sénior: 2006, 2008/2009, 2015
- 1 Campeonato Estadual de Inverno Júnior: 2006
- 1 Campeonato Estadual de Verão Júnior: 2006
- 2 Campeonato Estadual de Inverno Júnior II: 2012/2013
- 1 Campeonato Estadual de Verão Júnior II: 2012
- 4 Campeonato Estadual de Inverno Juvenil 2005/2006, 2009/2010
- 5 Campeonato Estadual de Verão Juvenil: 2004/2005/2006, 2009/2010
- 3 Circuito Estadual Juvenil: 2008/2009/2010
- 5 Campeonato Estadual de Inverno Infantil 2005, 2007/2008/2009, 2013
- 6 Campeonato Estadual de Verão Infantil: 2003/2004/2005, 2007/2008/2009
- 3 Circuito Estadual Infantil: 2008/2009/2010
- 3 Campeonato Estadual de Inverno Petiz: 2006, 2010, 2013
- 3 Campeonato Estadual de Verão Petiz: 2006/2007, 2010
- 1 Circuito Estadual Petiz: 2010
- 2 Torneio FARJ Top 16 Swim Meet Absoluto Masculino: 2008, 2012
- 1 Torneio de Abertura Petiz: 2010
- 1 Torneio Ruben Essucy de Inverno Mirim: 2010
- 1 Torneio Ruben Essucy de Inverno Petiz: 2010
- 1 Torneio Ruben Essucy de Verão Petiz: 2010
- 1 Copa Rio Pré-Master: 2010
- 1 Troféu Eficiência: 2010
- 1 Torneio Ruy Assucy Infantil: 2015
- 1 Circuito Carioquinha de Natação (1ª Etapa) nas categorias Mirim, Petiz, Infantil, Juvenil, Júnior e Sênior: 2018

### Pôquer
Competições nacionais
- 1 Torneio 6-Max Masculino Adulto: 2013

### Polo aquático
Competições internacionais
- 1 Copa Aquática Masculino Júnior (Sub-17): 2010
- 1 I Copa Mercosul Masculino Adulto: 2010*
- 1 Copa 80 anos do Club Biguá Masculino Juvenil (Sub-17): 2011*
- 1 Copa Claudio Reginato Bozzo: 2010*
- 4 Campeonato Sul Americano Masculino Adulto: 2016/2017/2018/2019

 Competições nacionais
- 8 Campeonato Brasileiro Troféu João Havelange Masculino Adulto: 1978/1979/1980/1981/1982, 1995/1996, 2005
- 2 Campeonato Brasileiro Liga Nacional Masculino Adulto: 2015/2016
- 1 Campeonato Brasileiro Super Liga Nacional Masculino Adulto: 2016
- 5 Troféu Brasil Masculino Adulto: 1982, 1995/1996, 2016/2017
- 1 Taça Brasil Sudeste Masculino Adulto: 2006
- 1 Campeonato Brasileiro de Pólo Aquático de Praia - Circuito Open Correios - Salvador (BA) Masculino Adulto: 2018
- 1 Campeonato Brasileiro de Pólo Aquático de Praia - Circuito Open Correios - Salvador (BA) Feminino Adulto: 2011
- 1 Campeonato Brasileiro Masculino Sub-21: 2008
- 1 Campeonato Brasileiro Masculino Júnior: 2008
- 1 Campeonato Brasileiro Feminino Júnior: 2009
- 3 Campeonato Brasileiro Masculino Juvenil: 1979, 2003, 2006
- 1 Copa do Brasil Masculino Júnior: 2007
- 1 Copa Brasil Masculino Juvenil: 2005
- 1 Copa Brasil Masculino Infanto-Juvenil: 2002
- 1 Campeonato Brasileiro Masculino Infantil: 2004
- 1 Ranking Nacional: 2009
- 2 Torneio Pura Amizade Masculino Júnior: 2008, 2010
- 2 Circuito Open Correios de Águas Abertas Feminino: 2011, 2013
- 1 Circuito Open de Pólo Aquático no Mar Masculino Master: 2016

 Competições interestaduais
- 2 Torneio Rio-São Paulo Masculino Adulto: 1980, 1982

 Competições estaduais
- 15 Campeonato Estadual Masculino Adulto: 1942**, 1944, 1947, 1949, 1963, 1965/1966, 1980, 1982/1983, 1995/1996, 2005, 2009/2010
- 12 Torneio Aberto da Cidade do Rio de Janeiro Masculino Adulto: 1937, 1941/1942, 1944/1945/1946/1947, 1949, 1961/1962/1963, 1980
- 3 Torneio Início Masculino Adulto: 1938/1939, 1965
- 1 Torneio Municipal Adulto Masculino: 1995
- 1 Campeonato Carioca Adulto Masculino: 2016
- 1 Torneio Carioca Masculino de Seniores: 1976
- 3 Taça Carioca Masculino de Seniores: 1976, 1981/1982
- 1 Campeonato Estadual Masculino Sub-21: 2009
- 2 Campeonato Estadual Masculino Juvenil: 2005, 2007
- 1 Campeonato Estadual Masculino Infanto-Juvenil: 2002
- 1 Campeonato Estadual Masculino Infantil: 2001
- 2 Festival Estadual Masculino Infantil: 2002, 2004
- 1 Torneio Estadual Masculino Júnior: 2003
- 2 Torneio Estadual Masculino Infantil: 2001/2002
- 1 Campeonato Estadual Masculino Aspirantes: 1955
- 1 Torneio Estadual Feminino Sub 16: 2018
- 1 Torneio Carioca de Polo Aquático feminino sub-18: 2019

* Invicto
** Título conquistado pelo Club de Regatas Botafogo que se fundiu no atual Botafogo de Futebol e Regatas

### Remo
Competições e medalhas de ouro internacionais
- 1 Medalha de Ouro no Campeonato da tradicional Royal Canadian Henley Regatta 134ª edição na categoria Single Skiff Sub 19 por Lucas Verthein: 2016
- 1 Medalha de Ouro no Campeonato da tradicional Royal Canadian Henley Regatta 134ª edição na categoria Single Skiff Peso Leve Sub 23 por Uncas Tales Batista: 2016
- 1 Medalha de Ouro no Campeonato Sul-Americano de Remo Unificado na categoria "single skiff" por Armando Max: 2005
- 1 Medalha de Ouro no Jogos Sul-Americanos de Remo Masculino Sénior “A” na categoria “Oito Com” com a participação de Armando Max: 2002
- 1 Medalha de Ouro no Jogos Sul-Americanos de Remo Masculino na categoria “four skiff peso leve” com componentes da guarnição Marciel "Marajó" Moraes, Felipe Soares e Emanuel Borges: 2012
- 1 Medalha de Ouro no Jogos Sul-Americanos de Remo Feminino na categoria “double skiff peso leve” com componente da guarnição Milka Kraljev: 2012
- 1 Medalha de Ouro no Jogos Sul-Americanos de Remo na categoria “Single Skiff Peso Leve” 2.00m com 7'17"79 por Ailson Eraclito da Silva: 2010
- 1 Medalha de Ouro no Jogos Sul-Americanos de Remo na categoria “Single Skiff Sub-23 por Ailson Eraclito da Silva: 2010
- 1 Medalha de Ouro no Jogos Sul-Americanos de Remo da Juventude na categoria “Single Skiff com 3'3237' por Uncas Tales Batista: 2013
- 1 Medalha de Ouro no Campeonato Sul-Americanos de Remo na categoria “Single Skiff Junior Sub-23 por Lucas Vertheim Ferreira: 2015
- 1 Medalha de Ouro no Campeonato Sul-Americanos de Remo na categoria “Double Skiff Feminino Junior Sub-23 por Gabriela Sales (integrante da guarnição): 2015
- 1 Medalha de Ouro na Regata Mundial de Master na classe E por Paulo Cesar Dworakowski: 2013
- 1 Medalha de Ouro na Regata Mundial de Master na classe D por Paulo Cesar Dworakowski: 2013
- 1 Medalha de Ouro no Campeonato da tradicional Royal Canadian Henley Regatta na categoria Double Skiff sênior masculino 2000 metros por Diego Nazário e Thiago Carvalho, em 6’47”57: 2019
- 1 Recorde Sul-Americano Seniores Outriggers a Dois Sem - 2.000m por Villy Ramos Teixeira e Luiz Carlos Lima com o tempo de 7’12 Rio de Janeiro Campeonato Carioca de 1962: 1963
- 1 Recorde Mundial na categoria Single Skiff Peso Leve Sub-23 masculino, em 6’46”34, por Uncas Tales Batista: 2017

 Competições nacionais
- 4 Campeonato Brasileiro (primeiro do Brasil): 1902*, 2010, 2013/2014
- 2 Campeonato Brasileiro de Barcos Curtos: 2016/2017
- 2 Campeonato Brasileiro de Barcos Longos: 2017/2018
- 2 Campeonato Brasileiro de Sênior: 2013/2014
- 2 Campeonato Brasileiro de Júnior: 2013/2014
- 1 Campeonato Brasileiro de Júnior & Sênior: 2016
- 1 Campeonato Brasileiro Aberto de Remo: 2010
- 4 Troféu Brasil: 1997, 2001, 2003/2004

 Medalhas de ouro em competições nacionais
- 2 Medalha de Ouro no Troféu Unificado de Remo Masculino Júnior nas categorias “Single Skiff” e “Double Skiff”: 2006
- 9 Medalha de Ouro no Troféu Brasil de Remo Masculino Sénior “A” na categoria “Quatro Sem”; Masculino Sénior “B” nas categorias “Single Skiff”, “Dois Sem” e “Quatro Sem”; Feminino Sénior “B” nas categorias “Single Skiff” FSB, “Single Skiff” HSB, “Double Skiff” HSB, “Quatro Sem” HSB e “Quatro Skiff” FSB: 2005
- 4 Medalha de Ouro no Troféu Brasil de Remo Masculino Sénior “B” nas categorias “Quatro Sem” e “Quatro Skiff”; Masculino Júnior nas categorias “Quatro Skiff” e “Quatro Sem”: 2004
- 4 Medalha de Ouro no Troféu Brasil de Remo Masculino Sénior “B” nas categorias “Single Skiff” e “Double Skiff”; Masculino Júnior nas categorias “Dois Sem” e “Quatro Sem”: 2003
- 3 Medalha de Ouro Troféu Brasil de Remo Masculino Sénior “B” nas categorias “Single Skiff”, “Double Skiff” e “Quatro Sem”: 2002
- 2 Medalha de Ouro no Troféu Brasil de Remo Masculino Júnior nas categorias “Single Skiff”e “Quatro Com”: 2001
- 1 Medalha de Ouro no Troféu Brasil de Remo Masculino Júnior na categoria “Double Skiff”: 1997
- 1 Medalha de Ouro no Troféu Brasil de Remo Masculino Sénior “A” na categoria “Quatro Com”: 1996
- 3 Medalha de Ouro na Troféu Brasil de Barcos Curtos na categoria Single Skiff Masculino com Uncas Tales Batista: 2018/ em 7’00”44: 2019/ em 6'51"14: 2020.
- 1 Medalha de Ouro no Campeonato Brasileiro de Barcos Curtos na categoria Single Skiff Feminino Júnior com Thalita Rosa Soares, em 8’20”08: 2019
- 1 Medalha de Ouro no Campeonato Brasileiro de Barcos Curtos na categoria Single Skiff Feminino com Beatriz Cunha Tavares Cardoso, em 7’36”57: 2020
- 1 Medalha de Ouro no Campeonato Brasileiro de Barcos Curtos na categoria Single Skiff Feminino Sub23 Peso Leve com Isabella Constanza Ibeas, em 8’20”98: 2019
- 2 Medalha de Ouro no Campeonato Brasileiro de Barcos Curtos na categoria Single Skiff Masculino Sub23 com Lucas Verthein Ferreira, em 7’25”49: 2019/ em 7'08"54: 2020.
- 2 Medalha de Ouro no Campeonato Brasileiro de Barcos Curtos na categoria Single Skiff Masculino Peso Leve com Uncas Tales Batista, em 7’26”42: 2019/ em 6'50"83: 2020.
- 2 Medalha de Ouro no Campeonato Brasileiro de Barcos Curtos na categoria Single Skiff Masculino com Lucas Verthein Ferreira, em 7’26”85: 2019/ em 6’49”86: 2020
- 1 Medalha de Ouro no Campeonato Brasileiro de Barcos Longos na categoria Four Skiff Sub23 Masculino com Lucas Verthein Ferreira, Daniel Afonso Kelly da Silva, Gabriel Soares, Bernardo Timm Boggia, em 6’25”10: 2019
- 1 Medalha de Ouro no Campeonato Brasileiro de Barcos Longos na categoria Double Skiff Leve Sub-23 Masculino com Gabriel Soares, Heitor dos Santos Araújo, em 7’04”86: 2019
- 1 Medalha de Ouro no Campeonato Brasileiro de Barcos Longos na categoria Double Skiff Sub-23 Masculino com Lucas Verthein Ferreira, Daniel Afonso Kelly da Silva,em 6’50”13: 2019
- 1 Medalha de Ouro no Campeonato Brasileiro de Barcos Longos na categoria Four Skiff Masculino com Lucas Verthein Ferreira, Daniel Afonso Kelly da Silva, Uncas Tales Batista, Gabriel Soares, em 6’16”55: 2019
- 1 Medalha de Ouro no Campeonato Brasileiro de Barcos Longos na categoria Double Skiff Leve Masculino com Thiago Pereira Carvalho, Diego Donizette Nazário, em 6’44”83: 2019
- 1 Medalha de Ouro no Campeonato Brasileiro de Barcos Longos na categoria Double Skiff júnior Masculino com Jean Marcelin Faria de Melo Filho, Luiz Henrique Rodrigues e Rodrigues, em 6’56”37: 2019
- 1 Medalha de Ouro no Campeonato Brasileiro de Barcos Curtos na categoria Single Skiff júnior Masculino com Jean Marcelin Faria de Melo Filho, em 7’07”23: 2020
- 1 Medalha de Ouro no Campeonato Brasileiro de Barcos Curtos na categoria Peso Leve Sub-23 Feminino com Isabela Beatriz Ferreira, em 8’07”33: 2020
- 1 Medalha de Ouro no Campeonato Brasileiro de Barcos Curtos na categoria Sub-23 Feminino com Chloé Gorski Delazeri, em 7’56”22: 2020
- 1 Medalha de Ouro no Campeonato Brasileiro de Barcos Longos na categoria Double Skiff Masculino A com Uncas Tales Batista, Lucas Verthein Ferreira, em 6’44”46: 2019

Medalhas de ouro em competições interestaduais
- 1 Medalha de Ouro na Copa Sul-Sudeste de Remo Júnior na categoria “Single Skiff”: 2001

 Competições estaduais
- 11 Campeonato Estadual: 1899*, 1960, 1962, 1964,2013/2014/2015/2016/2017/2018, 2022
- 10 Campeonato Estadual Feminino: 1986/1987/1988/1989/1990/1991/1992, 1998, 2017, 2022
- 5 Campeonato Estadual de Single-Skiff: 1949, 1952, 1960/1961/1962
- 6 Campeonato Estadual de Double-Skiff: 1944, 1948/1949, 1954, 1961/1962
- 7 Campeonato Estadual de Outriggers a 2 Sem: 1933, 1951, 1954, 1959/1960, 1962, 1967
- 10 Campeonato Estadual de Outriggers a 8 Com: 1933, 1948, 1951, 1955/1956/1957, 1959/1960, 1962, 1967
- 2 Campeonato Estadual de Outriggers a 4 Sem: 1958, 1964
- 5 Campeonato Estadual de Outriggers a 2 Com: 1933, 1957/1958, 1960, 1962
- 1 Campeonato Estadual de Outriggers a 4 Com: 1949
- 2 Campeonato Estadual de Novíssimos: 1956, 1961
- 2 Campeonato Estadual de Principiantes: 1956/1957
- 9 Campeonato Estadual de Estreantes: 1956/1957/1958/1959, 1961, 1993, 1995, 2002/2003
- 3 Campeonato Estadual Júnior: 1995/1996/1997
- 12 Campeonato Estadual Júnior ¨A¨: 1959, 1972/1973/1974, 1979/1980, 2011, 2013/2014/2015/2016/2017
- 9 Campeonato Estadual Júnior ¨B¨: 1972/1973/1974, 1979/1980, 2009, 2012, 2014, 2022
- 1 Campeonato Estadual Senior "B": 1996
- 1 Campeonato Estadual Juvenil: 1972
- 4 Campeonato Estadual Infanto Juvenil: 1988, 1994/1995, 2000
- 12 Campeonato Estadual Infantil: 1988, 1991/1992, 1999/2000/2001/2002, 2004, 2006, 2008, 2011, 2014
- 10 Campeonato Estadual de Aberto: 2010/2011/2012/2013/2014, 2016/2017/2018, 2022/2023
- 6 Campeonato Estadual de Aspirantes: 1972, 1975, 2010/2011/2012/2013
- 10 Campeonato Estadual de Pesos Leves: 1986, 2011/2012/2013/2014/2015/2016, 2018, 2022/2023
- 10 Campeonato Estadual de Peso Leve Sub-23: 2010, 2012, 2013/2014/2015/2016, 2018, 2021/2022/2023
- 7 Campeonato Estadual Sub-23: 2013/20142015/2016/2017/2018/2019
- 14 Regata Remo do Futuro: 1998, 1999.1, 1999.2, 2000.1, 2000.2, 2001.1, 2001.2, 2003.2, 2004.1, 2006.2, 2009.2, 2010.2, 2018.1, 2018.3
- 6 Troféu Eficiência: 2013/ 2014/ 2015/2016/2017/2018
- 1 Torneio Estadual Regata de Velocidade: 2016

* Título conquistado pelo Club de Regatas Botafogo que se fundiu no actual Botafogo de Futebol e Regatas.

### Salto ornamental
Competições internacionais
- 1 Medalha de Ouro Campeonato Sul Americano Juvenil por Isaac Souza Filho: 2017
- 1 Medalha de Ouro Grand Prix por Isaac Souza Filho: 2017

 Medalhas de ouro em competições nacionais
- 1 Medalha de Ouro Troféu Brasil por Isaac Souza Filho na Plataforma Masculino Aberto com 454,55 pontos: 2017
- 1 Medalha de Ouro Campeonato Brasileiro Interclubes Categoria Sub-18 por Isaac Souza Filho no trampolim 3m Masculino com 486,65 pontos: 2017
- 1 Medalha de Ouro Campeonato Brasileiro Interclubes Categoria Sub-18 por Isaac Souza Filho no trampolim 1m Masculino com 439,50 pontos: 2017
- 1 Medalha de Ouro Campeonato Brasileiro Interclubes Categoria Sub-18 por Isaac Souza Filho na Plataforma Masculino com 464,80 pontos: 2017
- Troféu Eficiência Campeonato Brasileiro Interclubes Categoria Sub-18 por Isaac Souza Filho com 63 pontos: 2017

### Taekwondo
Competições internacionais
- 1 Medalha de Ouro no Panamericano categoria Cadete (12 a 14 anos)em Queretaro (México) com Diego Cordeiro: 2013
- 1 Medalha de Prata no Panamericano categoria Cadete (12 a 14 anos)em Queretaro (México) com Diego Cordeiro: 2013
- 1 Medalha de Bronze no Panamericano categoria Cadete (12 a 14 anos)em Queretaro (México) com Diego Cordeiro: 2013

 Medalhas de ouro em competições nacionais
- 1 Medalha de Ouro Brasil Open na Categoria Ap Tchagui por Murilo Stockinger com chute de 2,15m: 2009

 Competições estaduais
- 1 Campeonato Estadual de Taekwondo (1º lugar 19 vezes, do 2º lugar 13 vezes e do terceiro lugar 8 vezes): 2000
- 1 Medalha de Ouro (Campeão) no Meeting Taekwondo do Rio de Janeiro Categoria Poomsae (12 a 14 anos)com Diego Cordeiro: 2013
- 1 Medalha de Ouro (Campeão) na Copa Tanguá de Taekwondo categoria Cadetes (12 a 14 anos)com Diego Cordeiro: 2013

### Tênis
Competições estaduais
- 1 Campeonato Carioca de Segunda Classe Masculino Adulto: 1945
- 1 Campeonato Carioca de Terceira Classe Masculino Adulto: 1944
- 1 Campeonato Carioca de Terceira Classe Feminino Adulto: 1942
- 1 Campeonato Carioca de Quarta Classe Masculino Adulto: 1944
- 1 Campeonato Carioca de Segundos Quadros Masculino: 1930
- 1 Campeonato Carioca de Tênis 2ª Divisão Masculino: 1936
- 2 Campeonato Carioca de Tênis 3ª Divisão Masculino: 1935,1936
- 1 Campeonato Carioca de Tênis 4ª Divisão Masculino: 1935

### Vôlei
Competições internacionais
- 3 Campeonato Sul-Americano de Clubes de Voleibol Masculino (Posse Definitiva do Troféu): 1971/1972, 1976
- 1 Copa Rio Internacional Masculino Adulto: 2011
- 1 Campeonato dos Jogos Luso-Brasileiros: 1966
- 1 Torneio Internacional AMB Volleyball Cup Feminino Sub-15: 2019
- 1 Torneio Internacional de Vôlei Master + 60 Serra Gaúcha - Bento Gonçalves - RS: 2020

 Competições nacionais
- Superliga de Voley: 1971/1972,1975 e 1976
- 1 Superliga Brasileira de Voleibol Masculino - Série B: 2019
- 2 Campeonato Brasileiro (Taça Parana de Voleibol) Feminino Mirim: 2011, 2014
- 1 Campeonato Brasileiro (Taça Parana de Voleibol) Masculino Sub-14: 2019
- 2 Copa Cidade Maravilhosa de Voleibol Infanto-Juvenil Masculino: 2014, 2018
- 1 Copa Cidade Maravilhosa de Voleibol Infanto Feminino: 2017
- 1 Copa Cidade Maravilhosa de Voleibol Juvenil Masculino: 2018

Competições interestaduais
- 1 Campeonato Triangular (SP-RJ-ES) Taça Pedro A. Giaconni: 1965
- 2 Campeonato do Centro-Sul - Porto Alegre (RS): 1967, 1969
- 1 Torneio Quadrangular de Brasília (DF)- Troféu Elias de Oliveira Júnior Masculino Adulto: 1961
- 1 Etapa Mata Atlântica da Supercopa Banco do Brasil de Vôlei Masculino Adulto: 2013
- 1 Torneio de Voleibol Feminino dos XIV Jogos da Primavera "Qualquer Classe": 1962
- 1 Copa São José Vôlei Feminina Sub-15: 2019

 Competições estaduais
- 24 Campeonato Estadual Masculino Adulto: 1938/1939/1940/1941/1942, 1945/1946, 1950, 1962, 1965/1966/1967/1968/1969/1970/1971/1972/1973/1974/1975, 1978/1979, 2007, 2015
- 8 Torneio de Apresentação do Campeonato Carioca (Torneio Início) Masculino Adulto: 1939/1940/1941, 1945, 1947, 1954, 1965, 1974
- 2 Taça Guanabara Masculino Adulto: 1973 1974
- 2 Taça Rio Masculino Adulto: 2015, 2016
- 8 Campeonato Estadual Feminino Adulto: 1939/1940, 1946/1947/1948, 1950, 1964, 1995
- 6 Torneio de Apresentação do Campeonato Carioca (Torneio Início) Feminino Adulto: 1940, 1945, 1948/1949, 1965/1966
- 1 Torneio da Cidade do Rio de Janeiro Feminino Adulto: 1948
- 1 Copa Rio Feminino Adulto: 2015
- 15 Campeonato Estadual Masculino Juvenil: 1954/1955, 1962/1963/1964/1965, 1968, 1979/1980, 2002, 2007, 2009, 2011, 2016/2017
- 3 Campeonato Estadual Feminino Juvenil: 1962, 1971, 1983
- 1 Copa Rio de Voleibol Masculino Juvenil: 2019
- 1 Festival Open de Voleibol Masculino Juvenil: 2019
- 7 Campeonato Estadual Masculino Infanto-Juvenil: 1977, 1979, 1981, 1991, 2006, 2014/2015
- 1 Copa Rio de Voleibol Masculino Infanto-Juvenil: 2019
- 7 Campeonato Estadual Feminino Infanto-Juvenil: 1972/1973, 1982/1983, 1988/1989, 1994
- 1 Copa Rio NBC Novo Basquete Carioca Sub-17: 2020
- 5 Campeonato Estadual Masculino Infantil: 1966, 1975, 1977/1978, 2013
- 11 Campeonato Estadual Feminino Infantil: 1967/1968, 1971/1972, 1974, 1980/1981/1982, 1988/1989/1990
- 5 Campeonato Estadual Masculino Mirim: 1976/1977, 1994, 2002, 2019
- 8 Campeonato Estadual Feminino Mirim: 1971/1972,[54] 1978, 1987, 1993/1994, 1997, 2001
- 2 Copa Rio de Voleibol Masculino Mirim: 2014, 2019
- 1 Copa Cidade Maravilhosa de Voleibol Masculino Mirim: 2019
- 1 Festival Open de Voleibol Masculino Mirim: 2019
- 1 Campeonato Estadual Feminino Pré-Mirim: 2011
- 1 Campeonato Copa Barra Mansa Feminino Pré-Mirim: 2011
- 1 Torneio Início Masculino Infanto-Juvenil: 2011
- 2 Torneio Início Masculino Infantil: 2013, 2018
- 2 Torneio Início Masculino Juvenil: 2013, 2016

Outras competições
- 4 Campeonato Municipal Masculino Adulto: 1978 1979 1980, 2009
- 3 Jogos Aberto de Cambuquira Masculino Adulto: 1951, 1958, 1963
- 2 Torneio Aberto da Cidade do Rio de Janeiro Masculino Adulto: 1940, 1942
- 2 Jogos Comemorativos das Olimpíadas do Exercito Masculino Adulto: 1971 1972
- 1 Campeonato do IV Centenário da Guanabara: 1965
- 1 Torneio Quadrangular do Estado do Rio: 1972
- 1 Torneio William C. Morgan Masculino Adulto: 1959
- 1 Torneio Copa Leme Masculino Adulto: 1968
- 1 Jogo Sul-Brasileiro Masculino Adulto: 1969
- 2 Jogos Aberto de Cambuquira Feminino Adulto: 1948, 1961
- 2 Jogos da Primavera Feminino Adulto: 1962, 1976
- 1 Copa RJX Masculino Juvenil: 2012
- 1 Torneio Casemiro de Abreu Masculino Juvenil: 2012
- 1 Circuito Célio Cordeiro Masculino Juvenil: 2016.2
- 1 Torneio Open Feminino Infantil: 2009
- 1 Torneio Open Feminino Mirim: 2009
- 1 I Copa Independência de Vôlei Masculino: 2014
- 2 Taça Record TV de Voleibol Masculino Sub-19: 2018/2019

* A AMEA, que antecedeu a Federação de Voleibol do Rio de Janeiro, realizou Campeonatos Estaduais de 1º e 2º Quadros entre 1927 e 1929.

### Vôlei de praia
Competições internacionais
- 1 Medalha de Ouro Circuito Sul-Americano de Vôlei de Praia 2012/2013 3ª Etapa Montevidéu (URU): 2013
- 1 Medalha de Prata Circuito Sul-Americano de Vôlei de Praia 2012/2013 2ª Etapa (CHILE): 2013

 Competições nacionais
- Circuito Banco do Brasil Challenger de Duplas de Vôlei de Praia (3a Etapa Campo Grande MS) Masculino Adulto: 2012
- Circuito Banco do Brasil Challenger de Duplas de Vôlei de Praia (4a Etapa Maceió AL) Masculino Adulto: 2012
- Circuito Estadual Regional Banco do Brasil de Duplas de Vôlei de Praia (13ª Etapa São José SC) Feminino Adulto: 2012
- Circuito Estadual Regional Banco do Brasil de Duplas de Vôlei de Praia (16ª Etapa Porto Alegre RS) Feminino Adulto: 2012
- Circuito Brasileiro de Duplas de Vôlei de Praia (1ª Etapa Campo Grande MS) Feminino Sub 19: 2023

 Competições estaduais
- Campeonato Estadual de Duplas de Vôlei de Praia (1a Etapa) Feminino Sub-17: 2012
- Campeonato Estadual de Duplas de Vôlei de Praia (2ª Etapa) Feminino Sub-17: 2012
- Campeonato Estadual de Duplas de Vôlei de Praia Feminino Sub-17: 2012

### Xadrez
Competições estaduais
- 3 Campeonato Interclubes do Rio de Janeiro - Classe A: 1937, 1962 e 1964
- 2 Campeonato Interclubes do Rio de Janeiro - Classe B: 1963 e 1966
- 1 Torneio Relâmpago Antônio F. Guimarães: 1962
- 1 Taça Augusto Ribeiro de Araújo: 1962
- 1 1ª Competição R. S. C. Ginástico Português: 1962
- 1 2ª Competição R. S. C. Ginástico Português: 1962
- 1 Competição C. X. Marcos Blum: 1962
- 1 Jogos Infantis 13-15 anos: 1962
- 1 Campeão Absoluto dos Jogos Infantis: 1962